# Biserica de lemn din Dragu

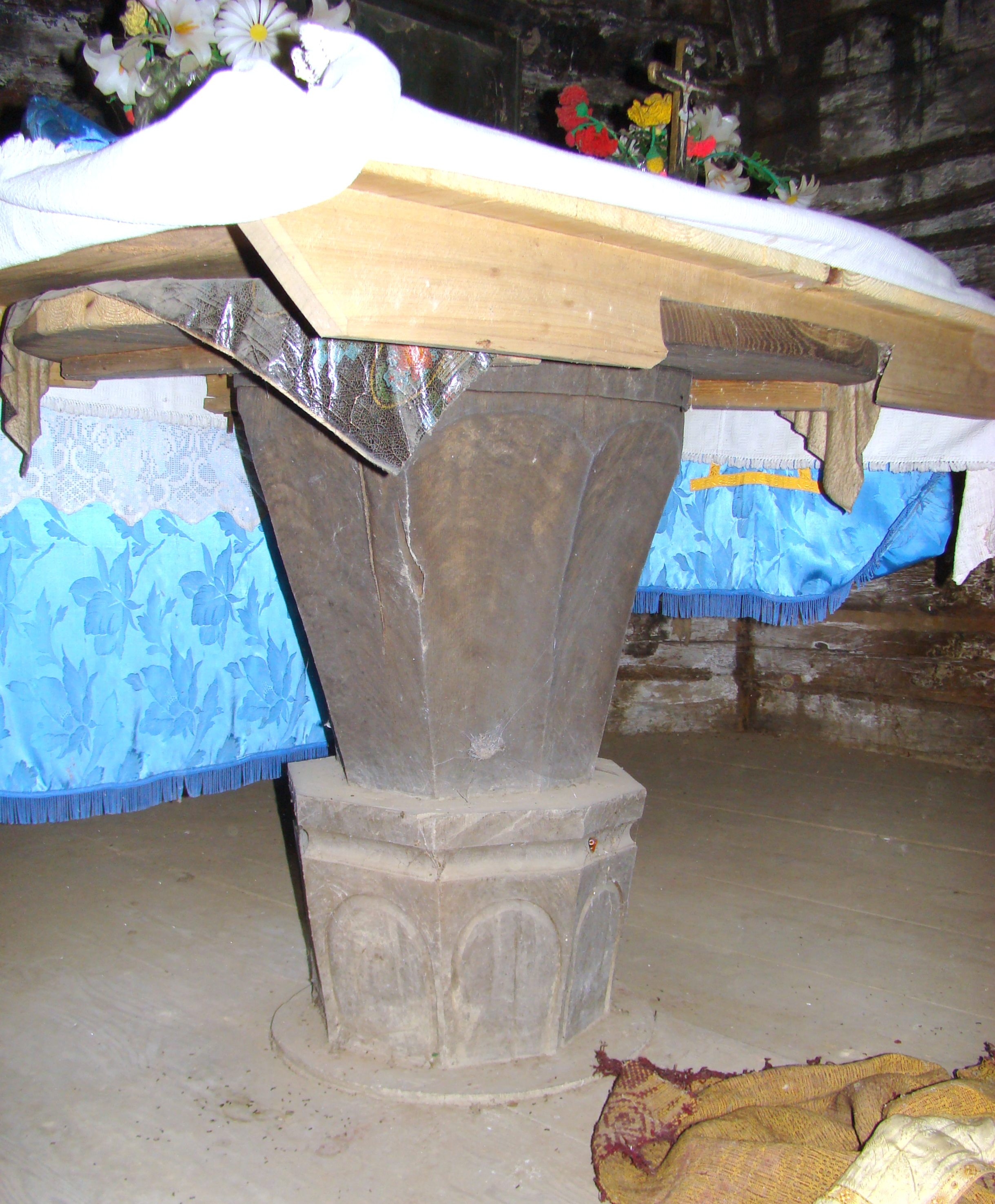
Piciorul mesei altarului

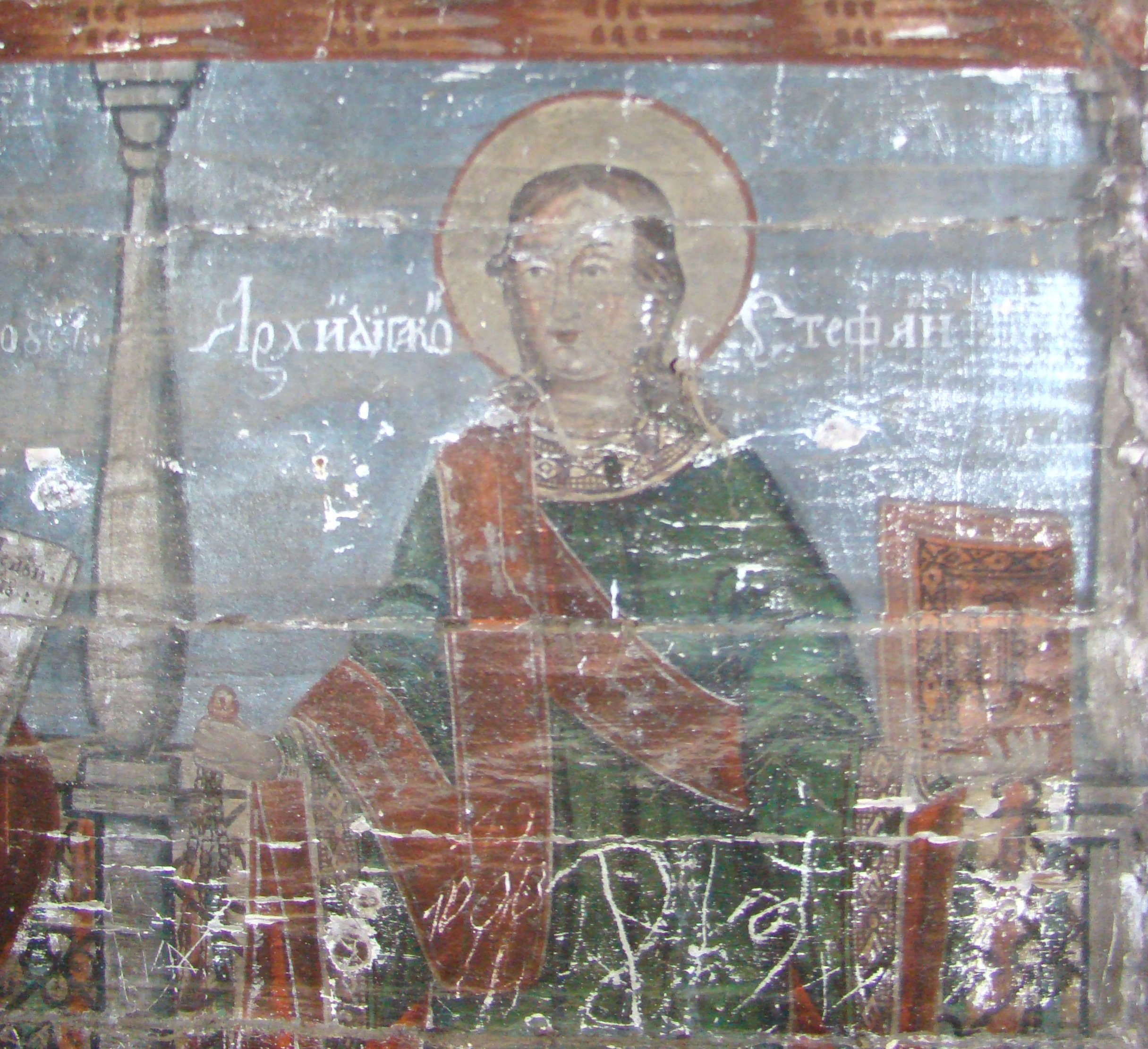
Pictura naosului, latura de nord (detaliu): Arhidiaconul Ștefan

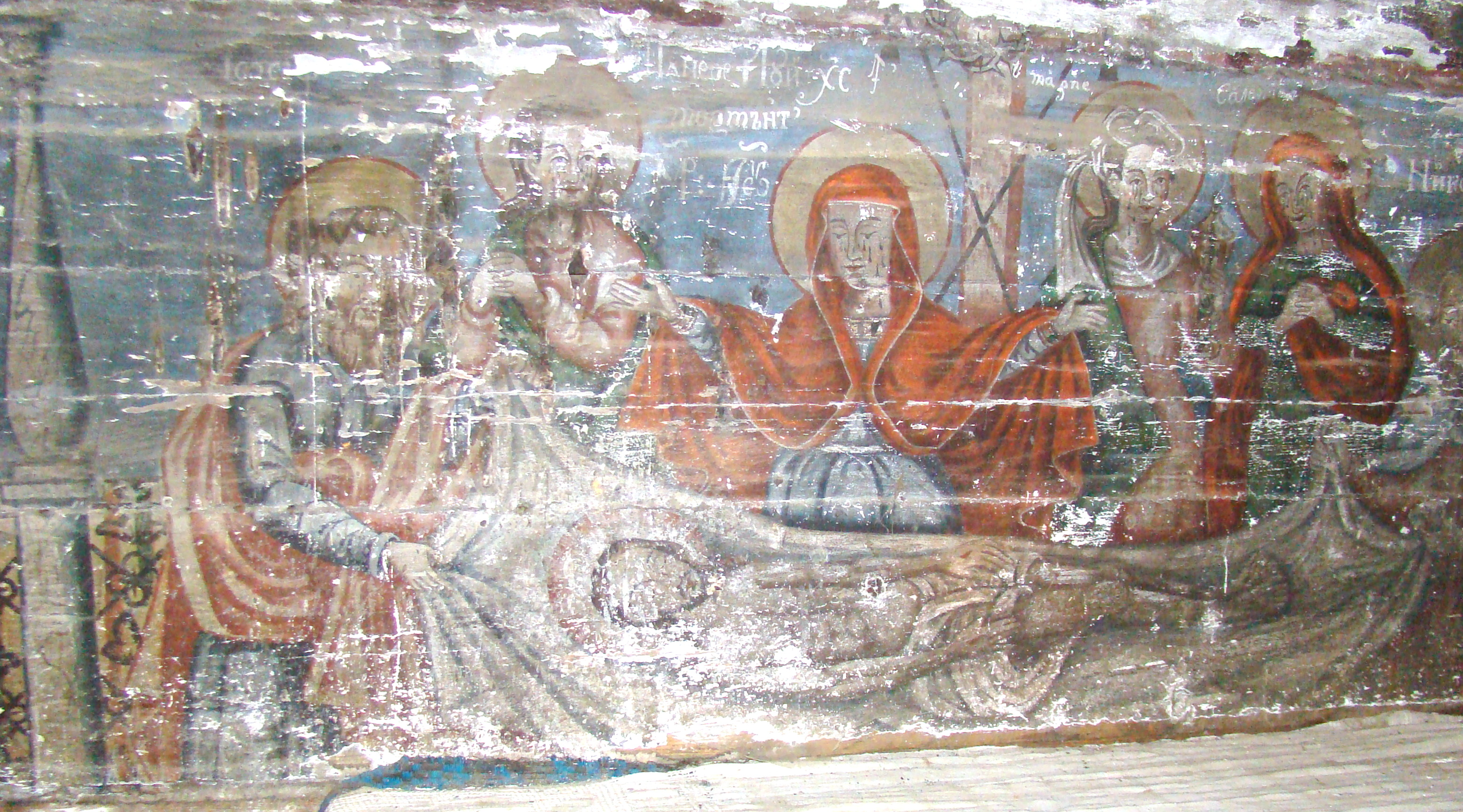
Altar, la proscomidie: Punerea în mormânt

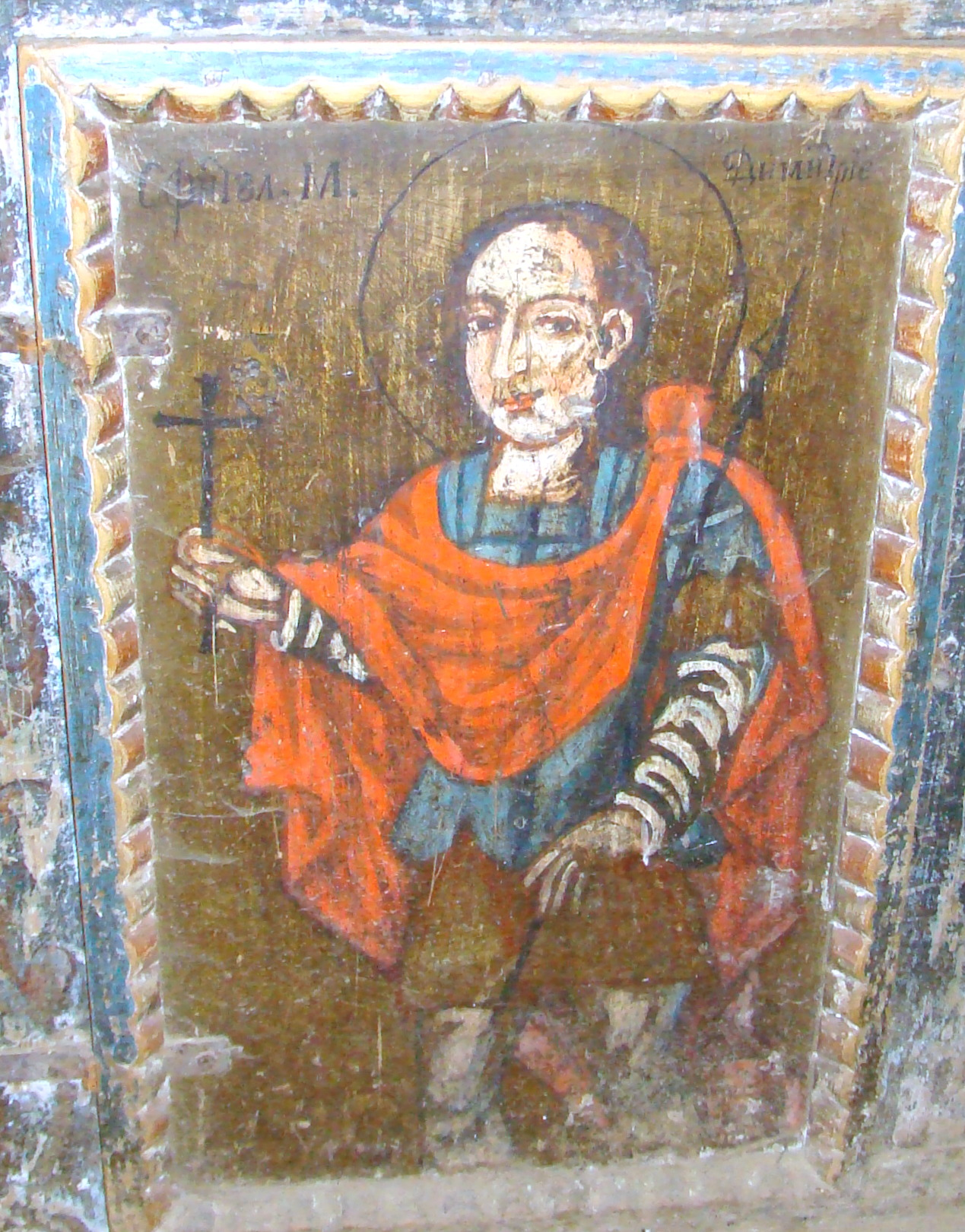
Poală de icoană împărătească

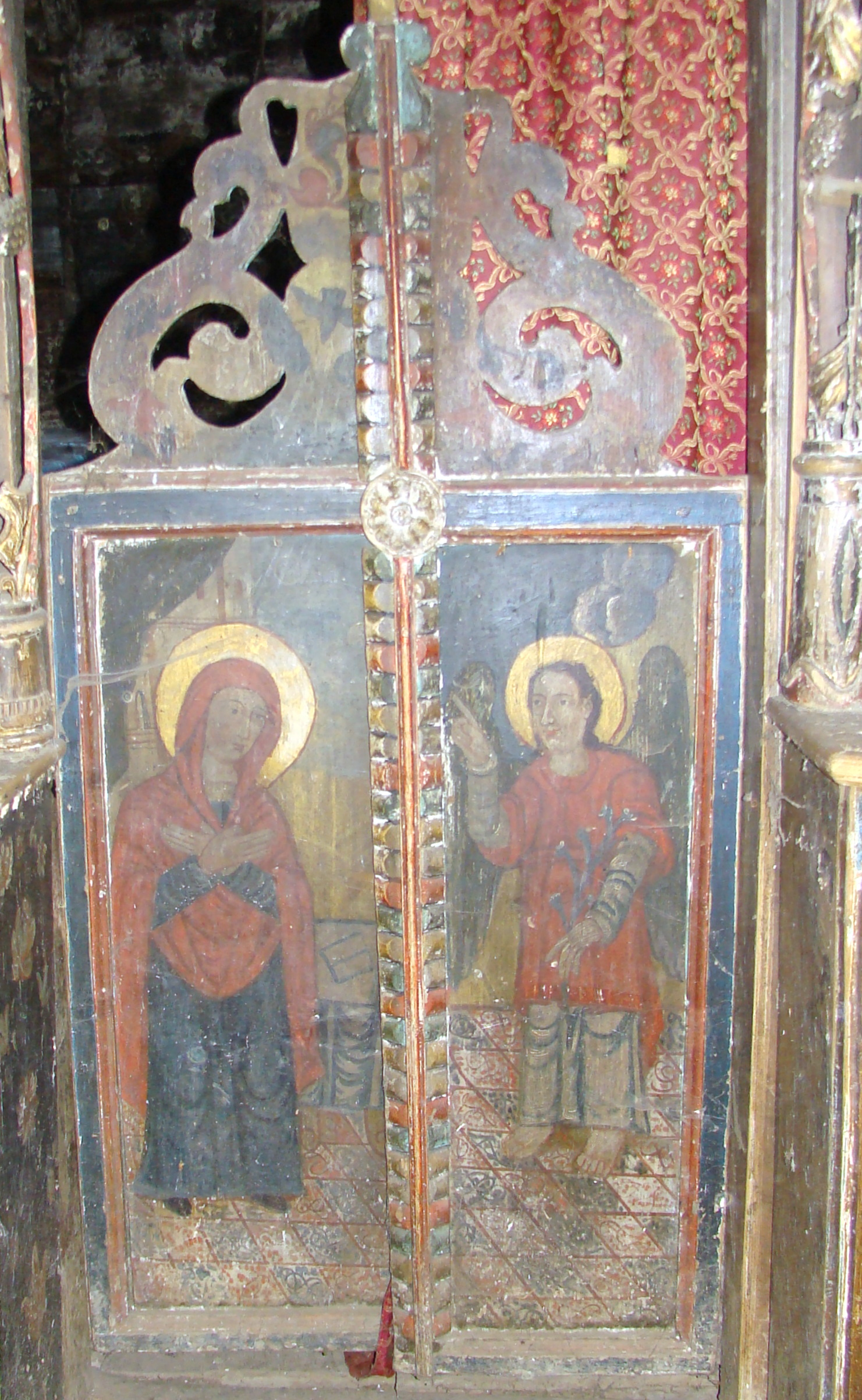
Ușile diaconești: Buna Vestire

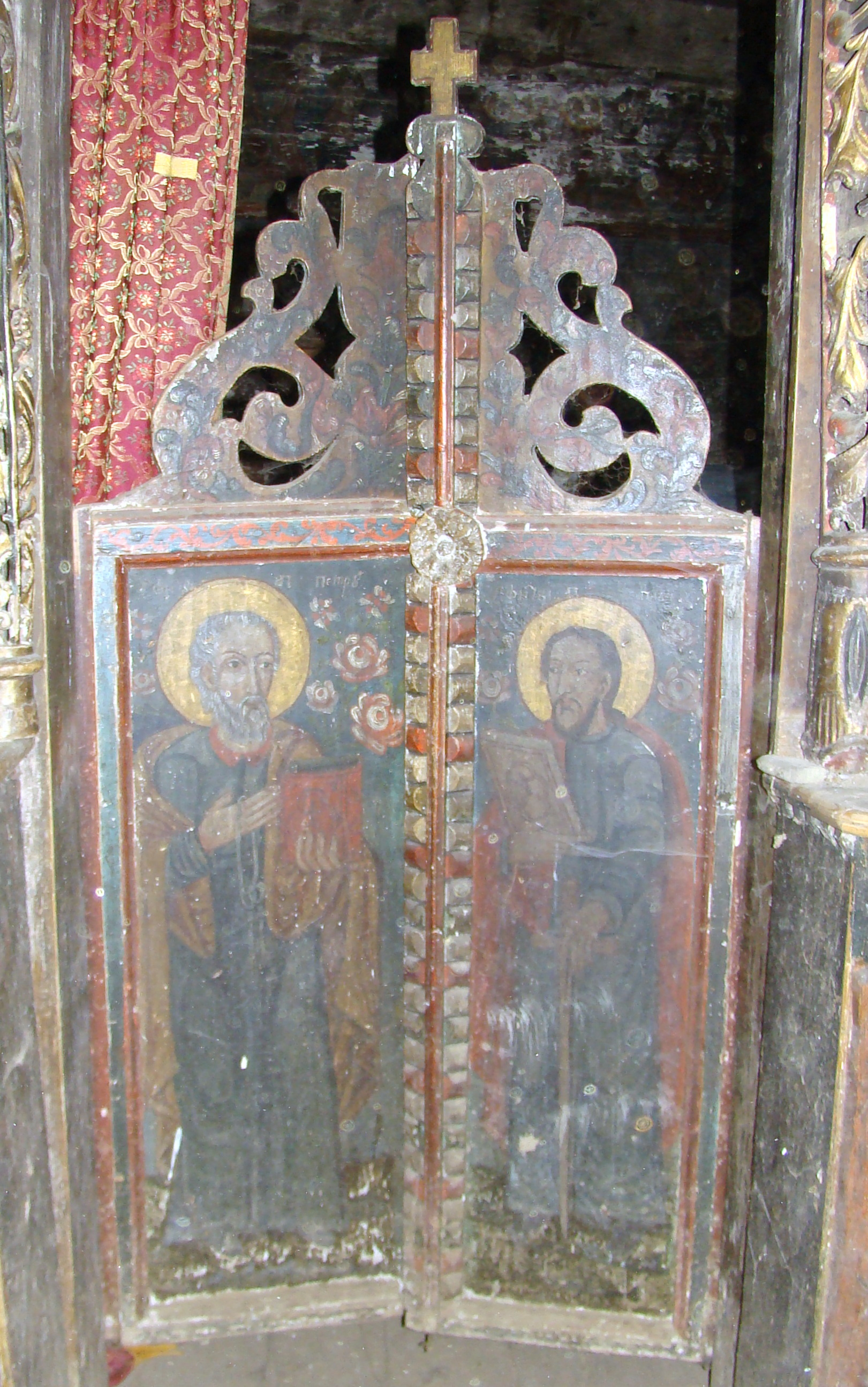
Al doilea rând de uși diaconești: Sfinții Apostoli Petru și Pavel

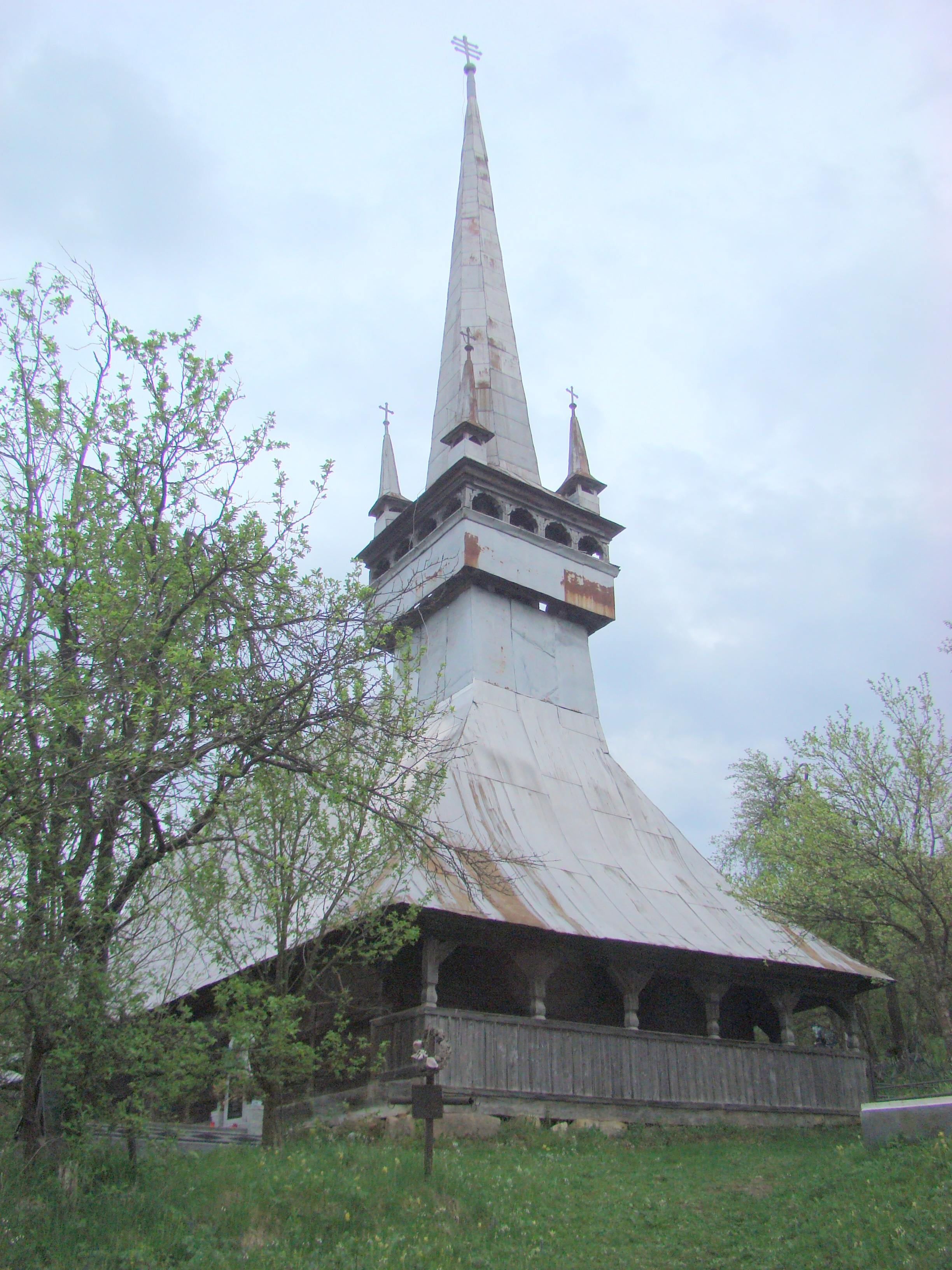
Biserica (nord-vest)

Biserica de lemn din Dragu se află în localitatea omonimă din județul Sălaj și a fost ridicată în 1806. Biserica este înregistrată pe noua listă a monumentelor istorice sub codul LMI: SJ-II-m-A-05051.

## Istoric
Biserica de lemn ce poartă hramul „Sfântului Vasile cel Mare”, a fost construită în anii 1806-1809, în livada de pe dealul satului Dragu, sat cu 125 de familii ortodoxe. Inscripția de la intrare spune: „Sau arădicat această s[fântă] beserică ... din pajiște în anul 1806 și s-au săvârșit în anul 1809. Și s-au zidit cu toată cheltuiala satului și cu ajutorul domnului locului, fiind meșter de lemn Ion din Ola[h] Nadas coratoru besericescu, corator'”.
Forma este dreptunghiulară, absida decroșată a altarului prezentând particularitatea unghiului în ax, varianta tipologică cu adânci rădăcini în arhitectura românilor transilvăneni.
Construcția este spațioasă, turnul-clopotniță cu foișor larg, deschis pe arcade și cu fleșa înaltă, flancată de patru turnulețe, contribuind la monumentalitatea ansamblului. Învelitoarea de șiță a fost înlocuită în timp cu una de tablă. Pe laturile de sud și vest se desfășoară prispa cu pălimar, intrarea fiind la sud, în locul tradițional. Ancadramentul ce o înconjoară este ornamentat cu simbolul soarelui, înconjurat de lalele.
Interiorul este acoperit cu tavan drept peste pronaos, boltă semicilindrică peste naos, bolta altarului racordându-se cu laturile în ax, prin intermediul a două fâșii curbe.
Inscripția de deasupra intrării în naos, o completează pe cea de la intrarea în pronaos astfel: "Întru adunări binecuvăntați pe Domnul, că unde vor fi unul au doi adunați întru numele Meu, Eu [sunt în] mijlocul lor, Ev[anghelia] Mateiu 20, 18 zace. Sau zugrăvit această S[fântă] beserică cu cheltuiala satului prin ajutorul Măriei sale Domn baron Wesselenyi Istvan, fiind episcop unit [al] Ardealului excelența sa domnul Ioan Bob, iară protopop Gavril Barbolovici, al eparhi[ei] Dârjei, iar parohi locului Vaselie Zdroba și Vaselie Pop, în zilele înălțatului împărat Franciscus, și s-au zugrăvit de mânele mele cele de țărănă, Perșe Iosif parohul Elciului și prin stăruința birăului celui domnesc Bălan Petre, fiind curator beserici Zdroba Ion, 1829 septembrie 14 zile". Însemnarea constituie prima atestare din activitatea în pictura sălăjeană a zugravului Iosif Perșe.
Decorația pictată de la Dragu, avariată de ploi, s-a conservat în pronaos, unde pe peretele de nord sunt zugrăvite mironosițe, iar pe cel de vest, „Pilda fecioarelor”.
De o deosebită valoare artistică este iconostasul, sculptat și pictat, conform însemnării, în 1815.

## Imagini din exterior

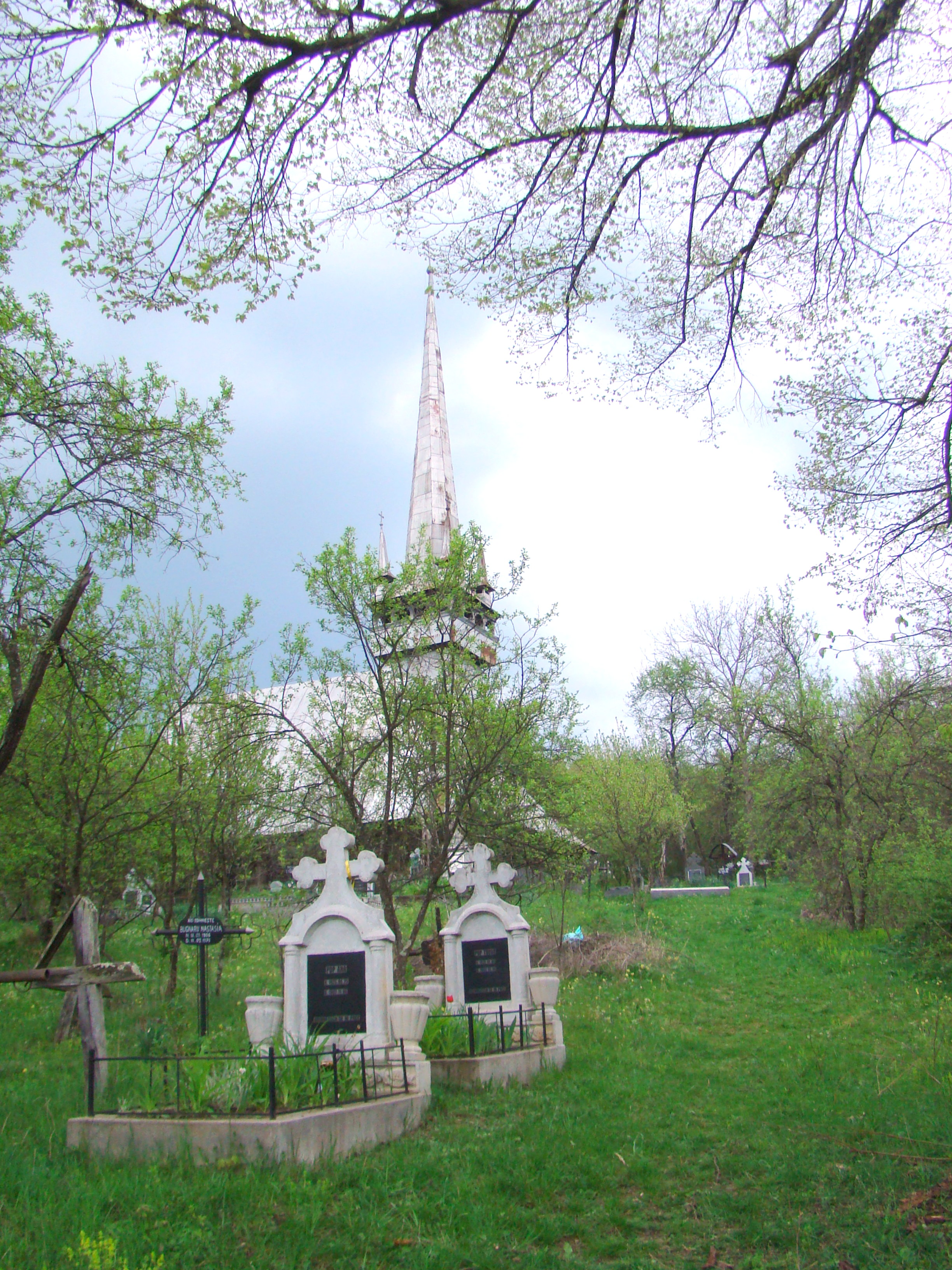
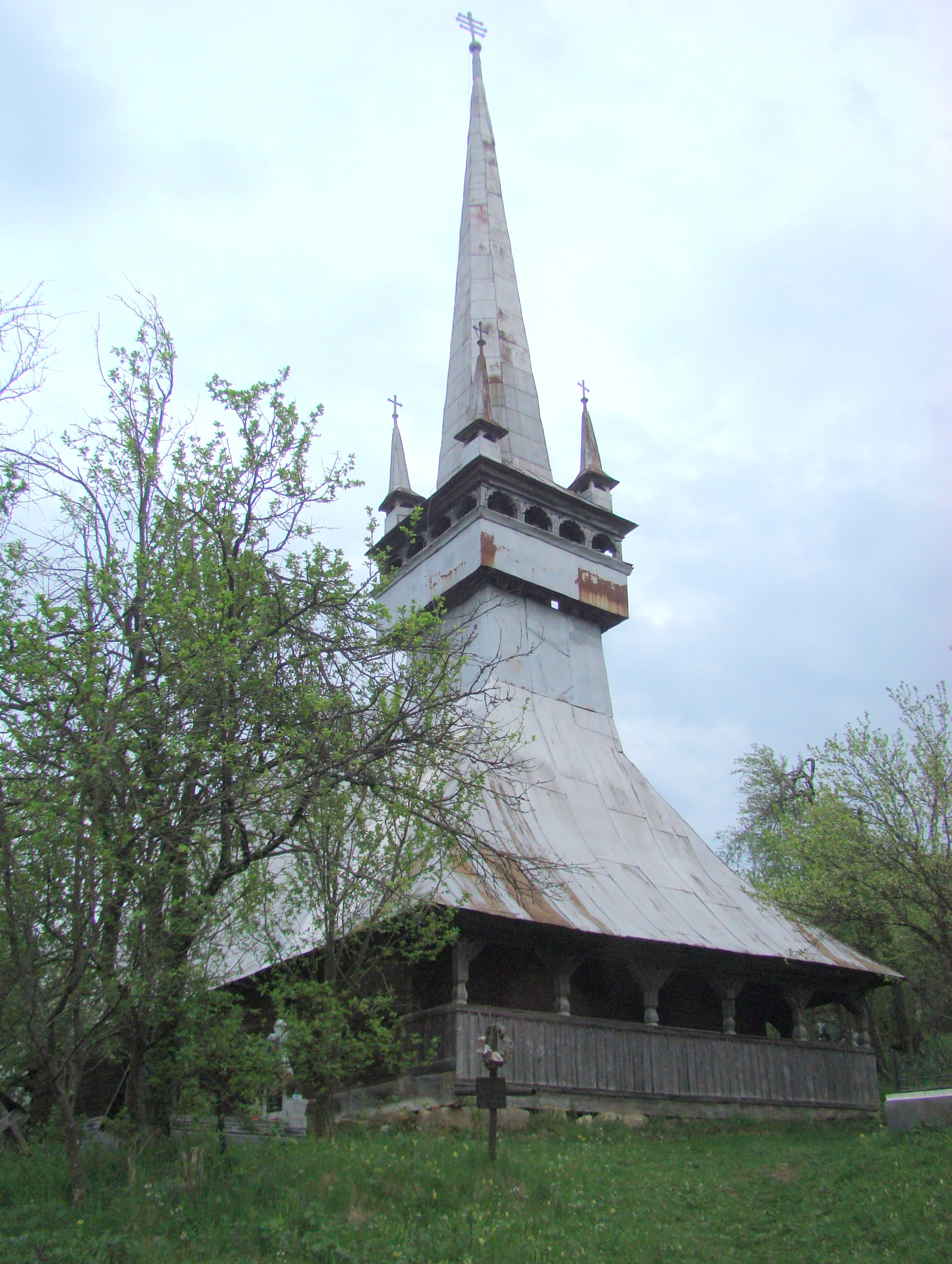
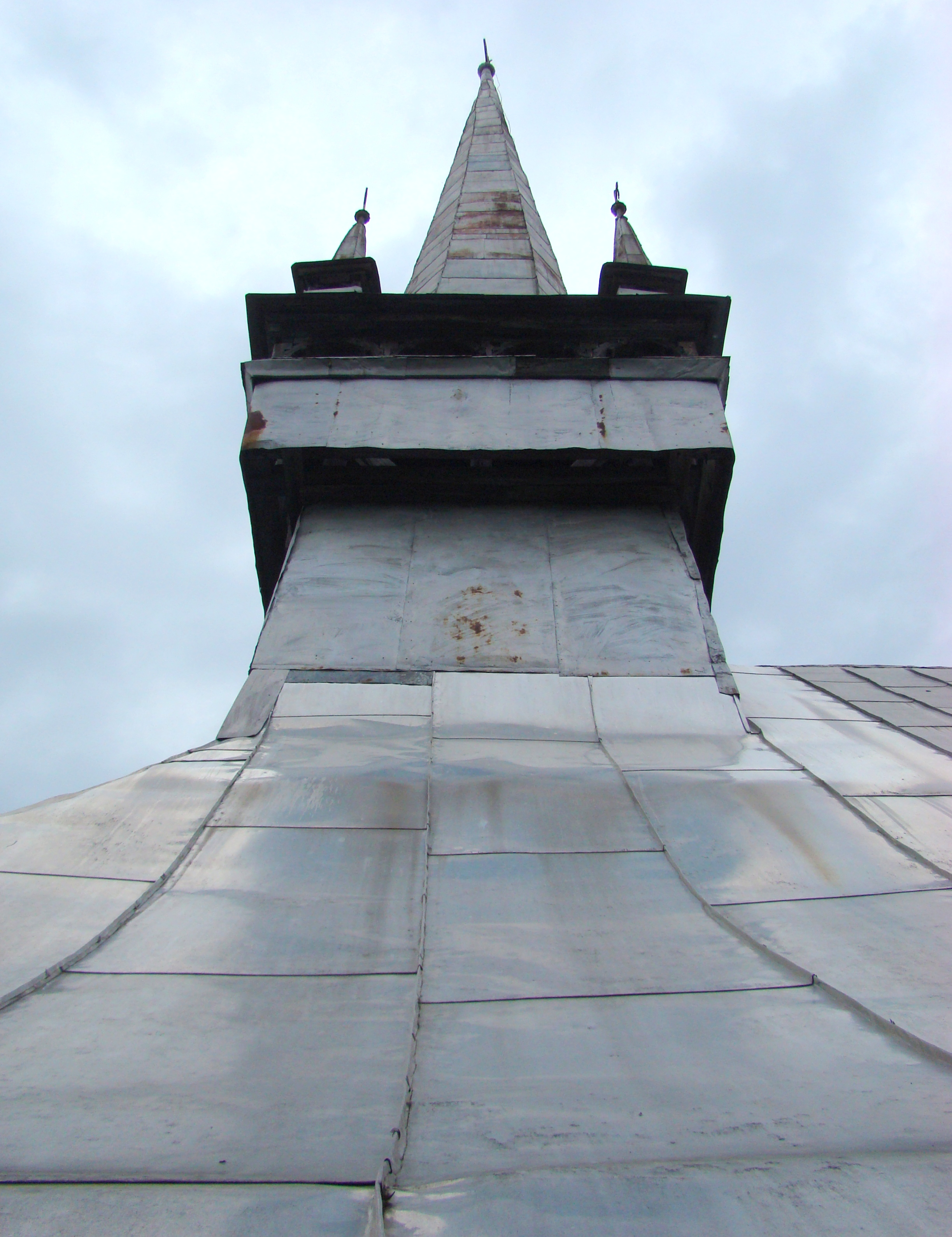
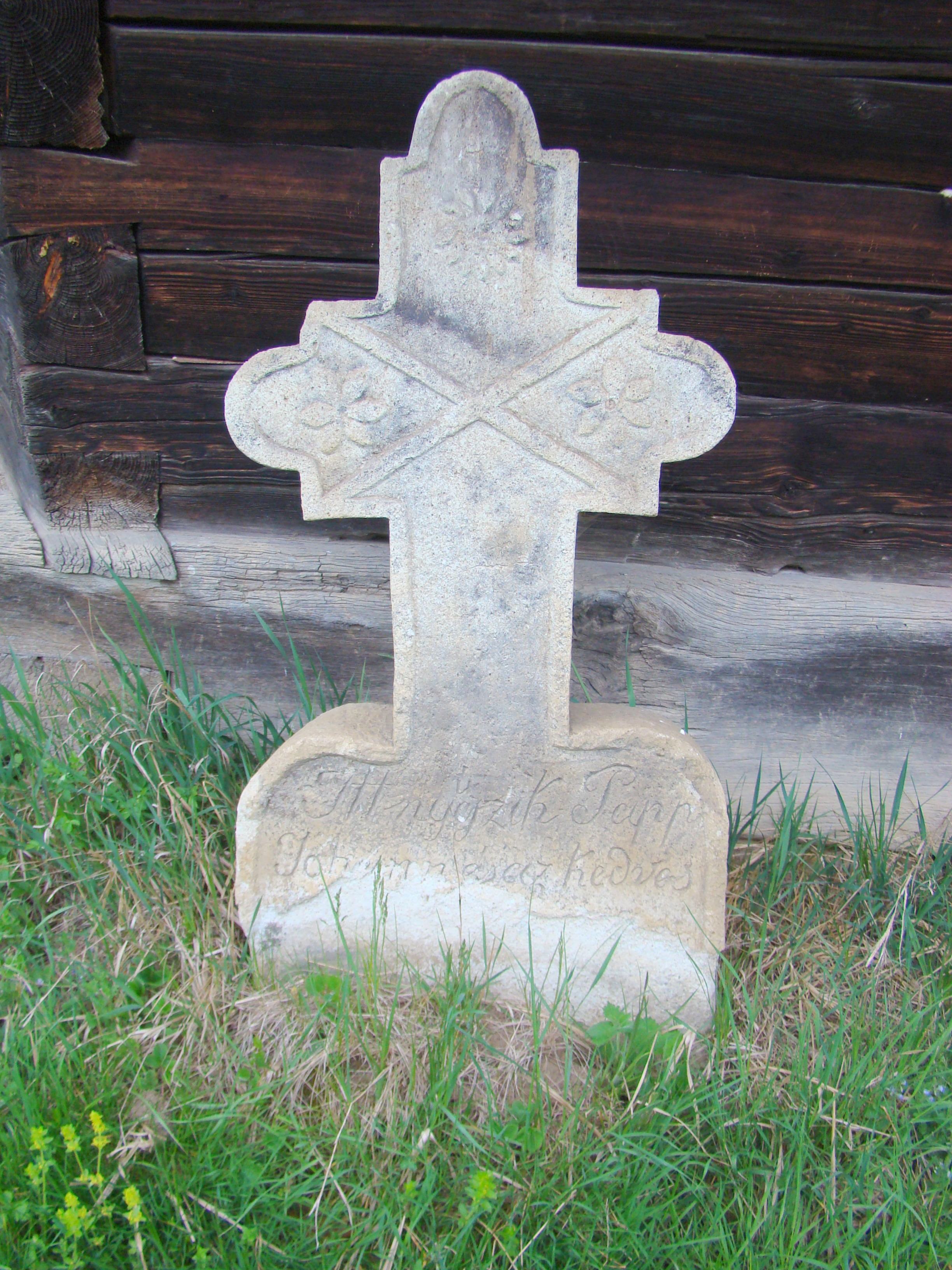
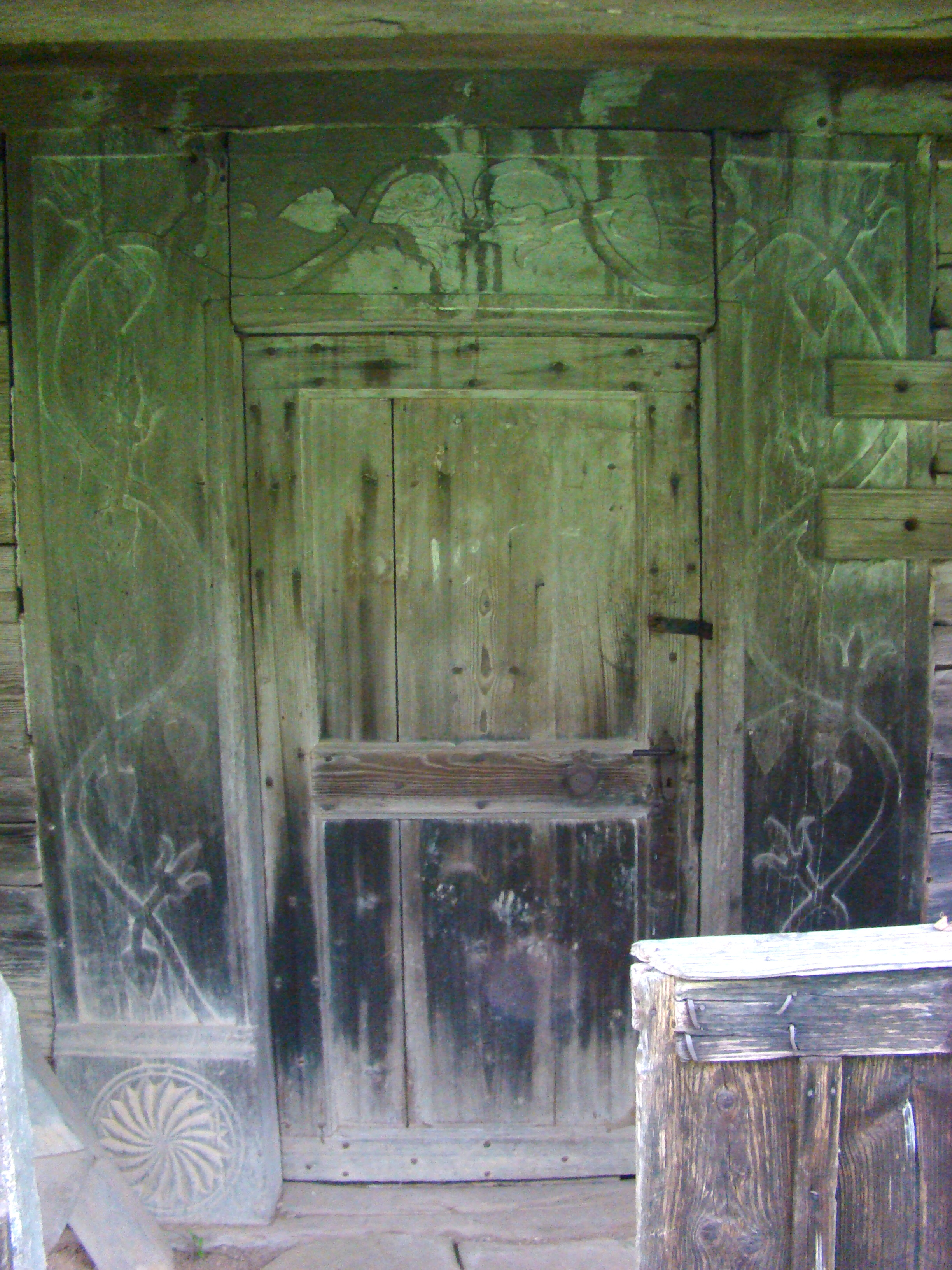
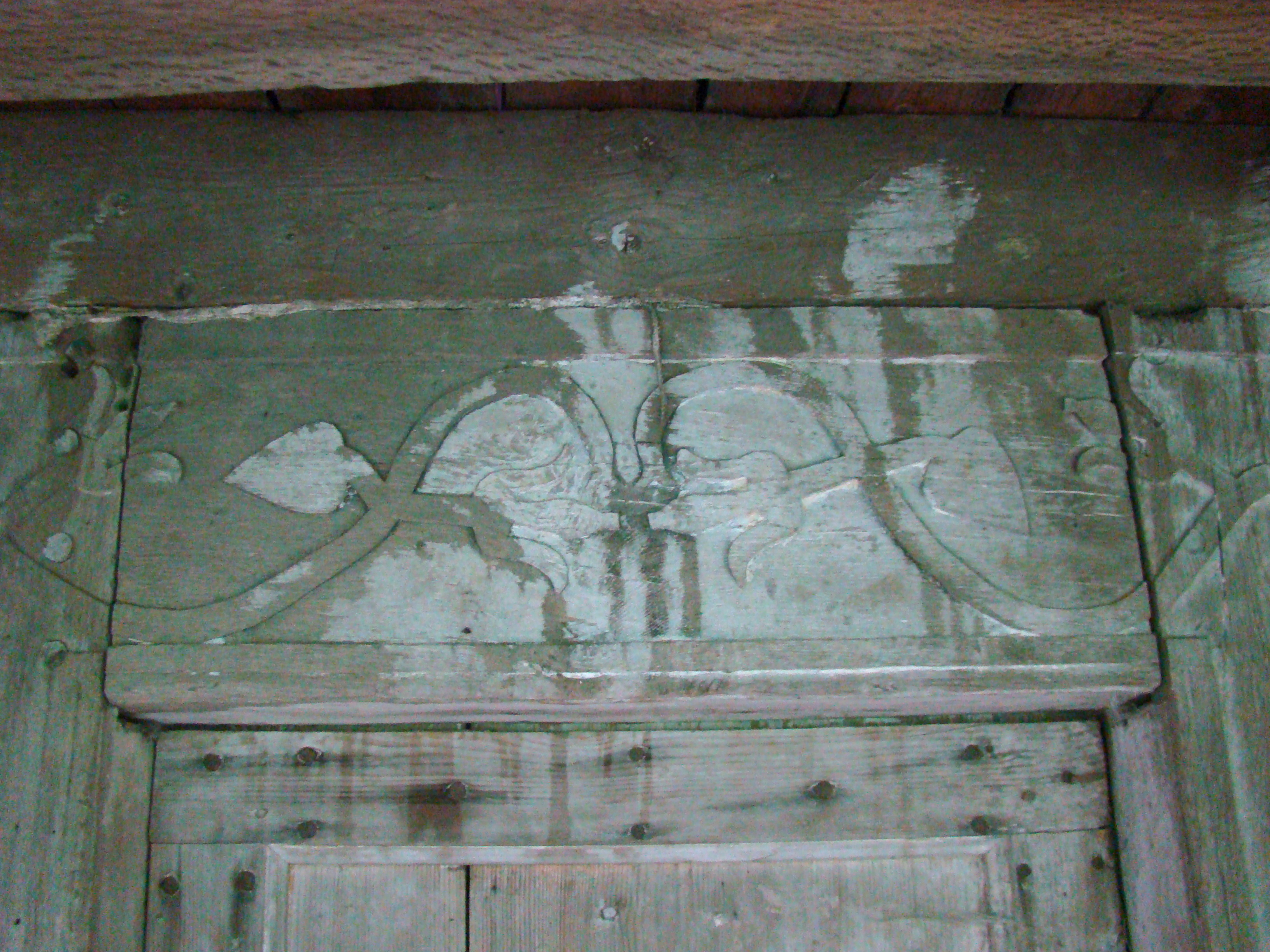
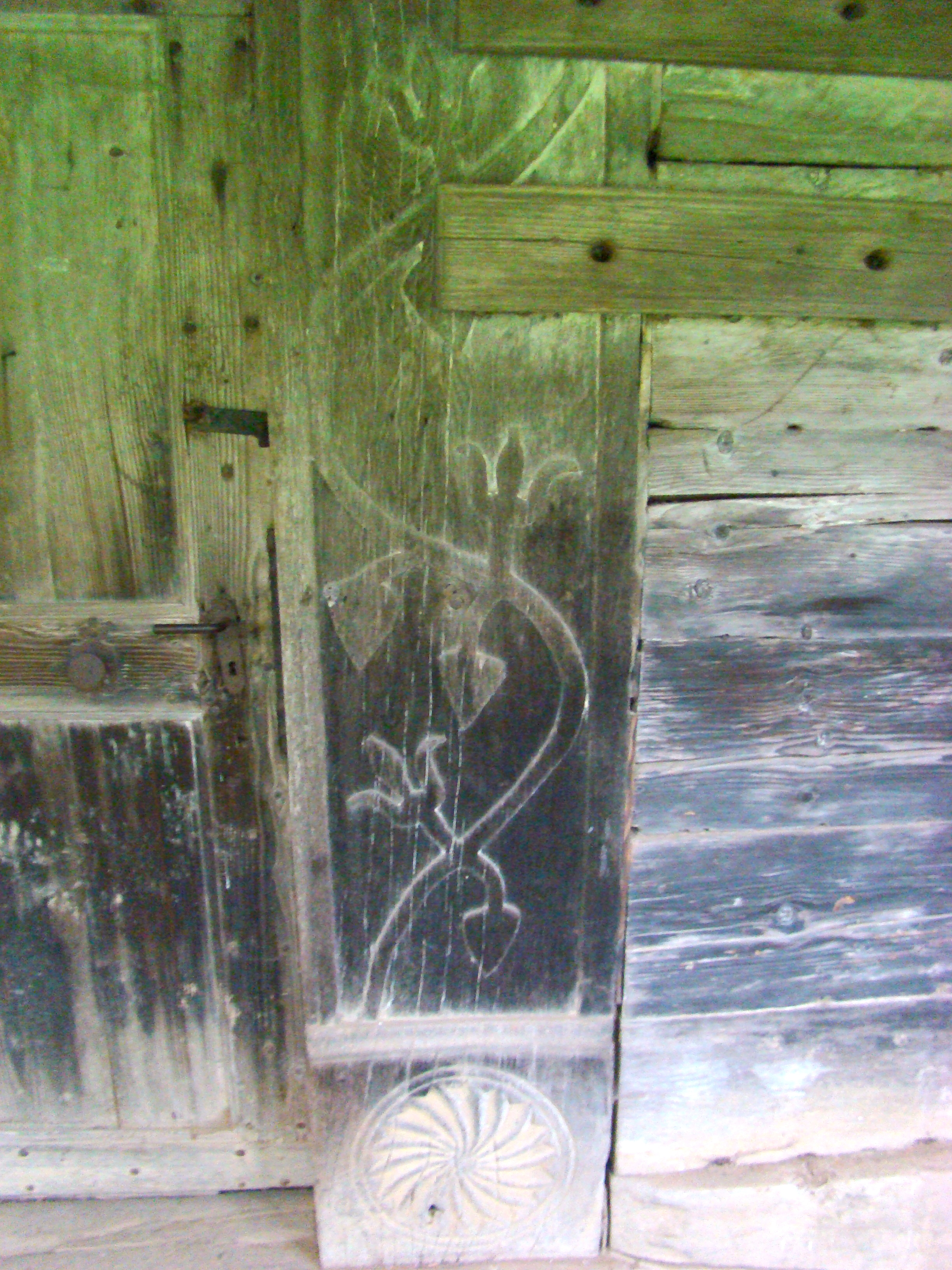
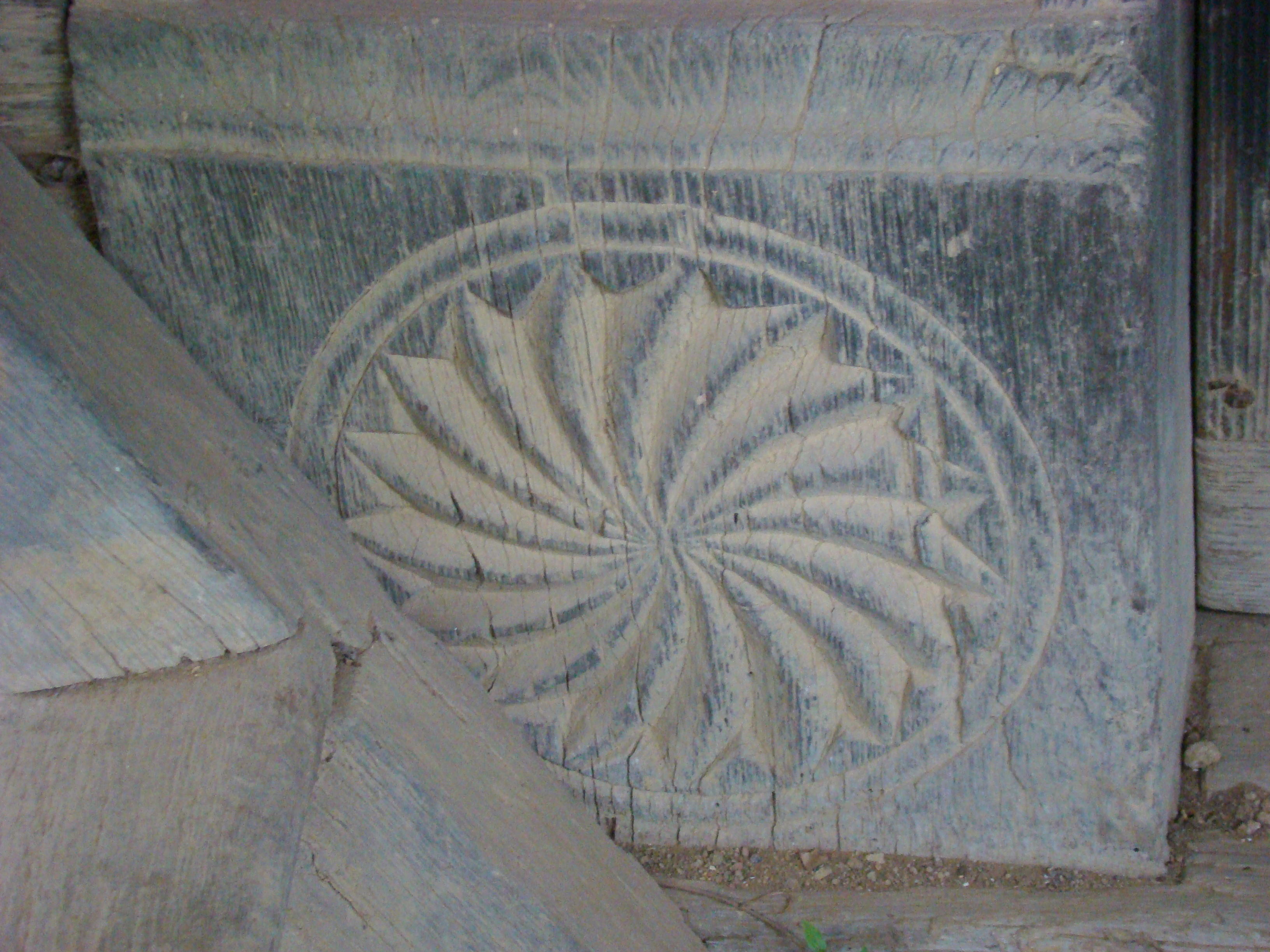
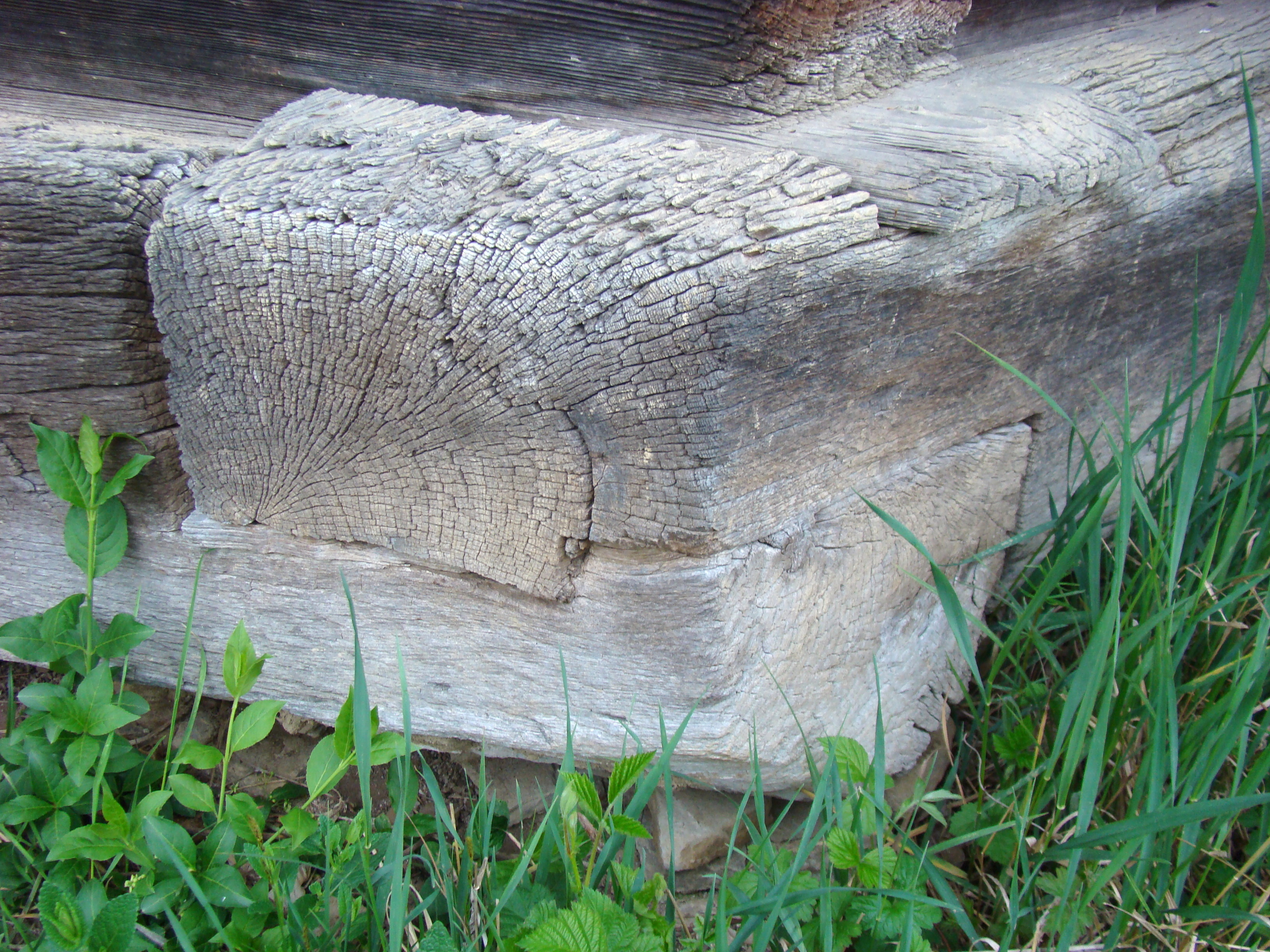
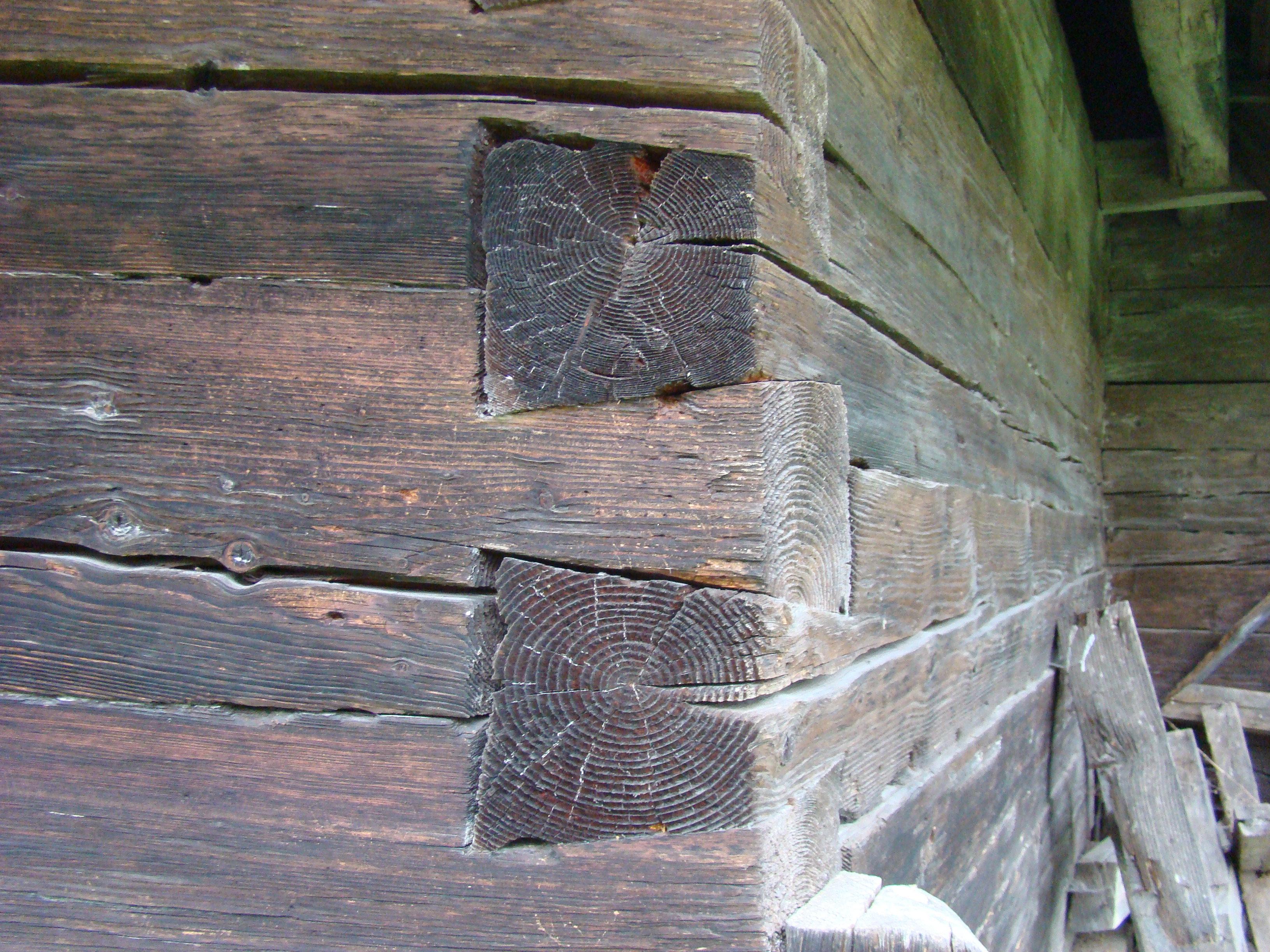
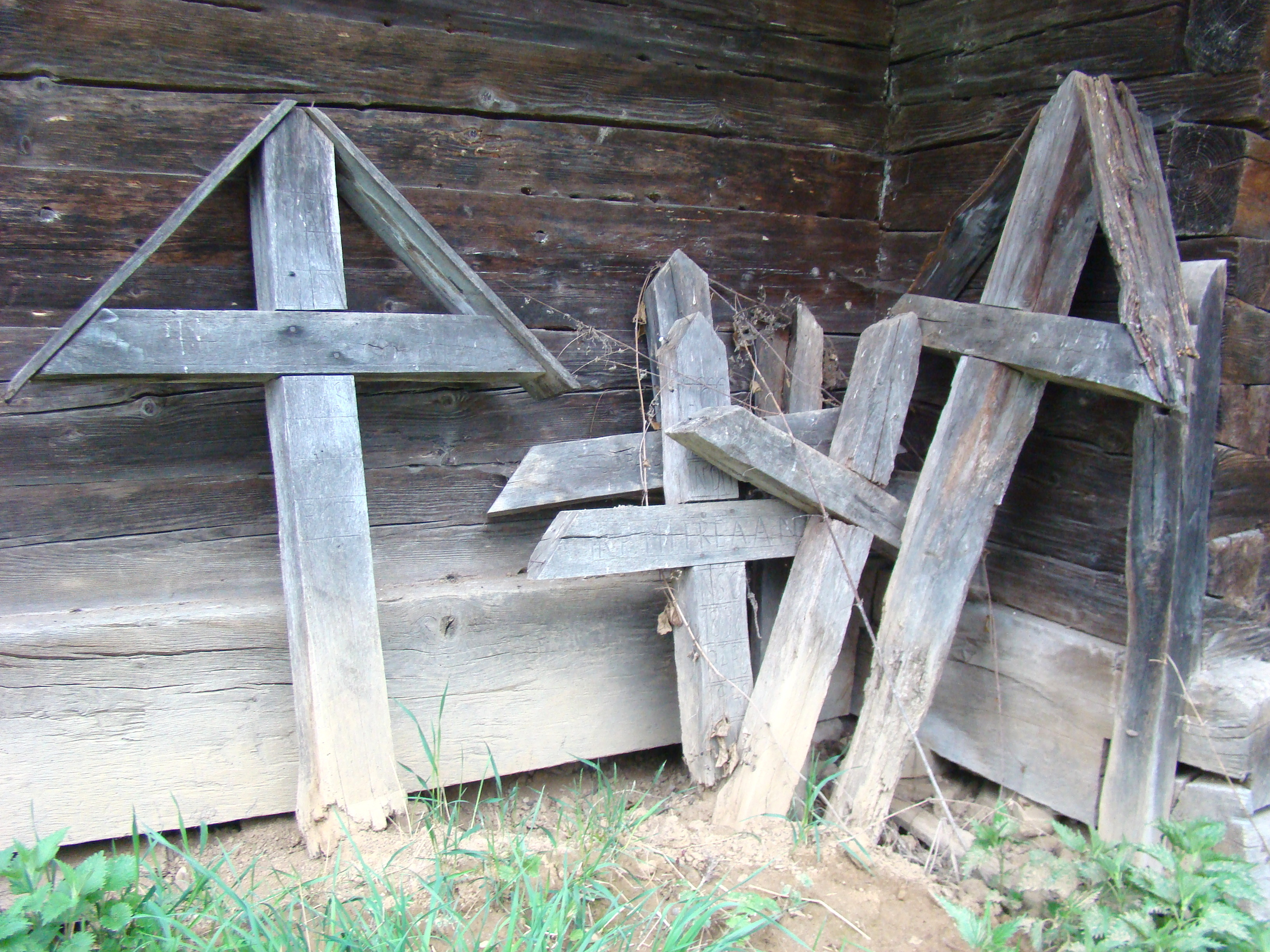
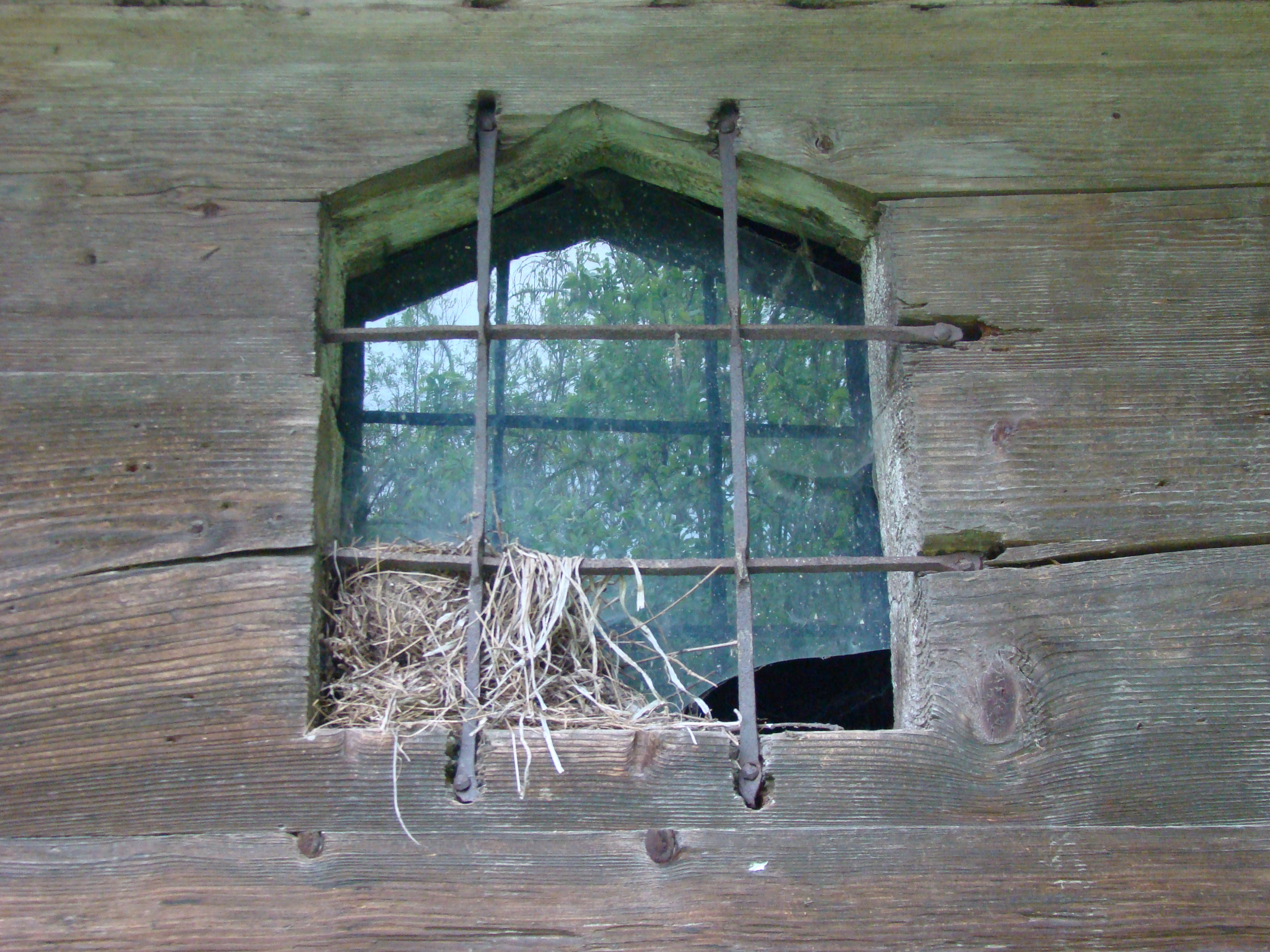
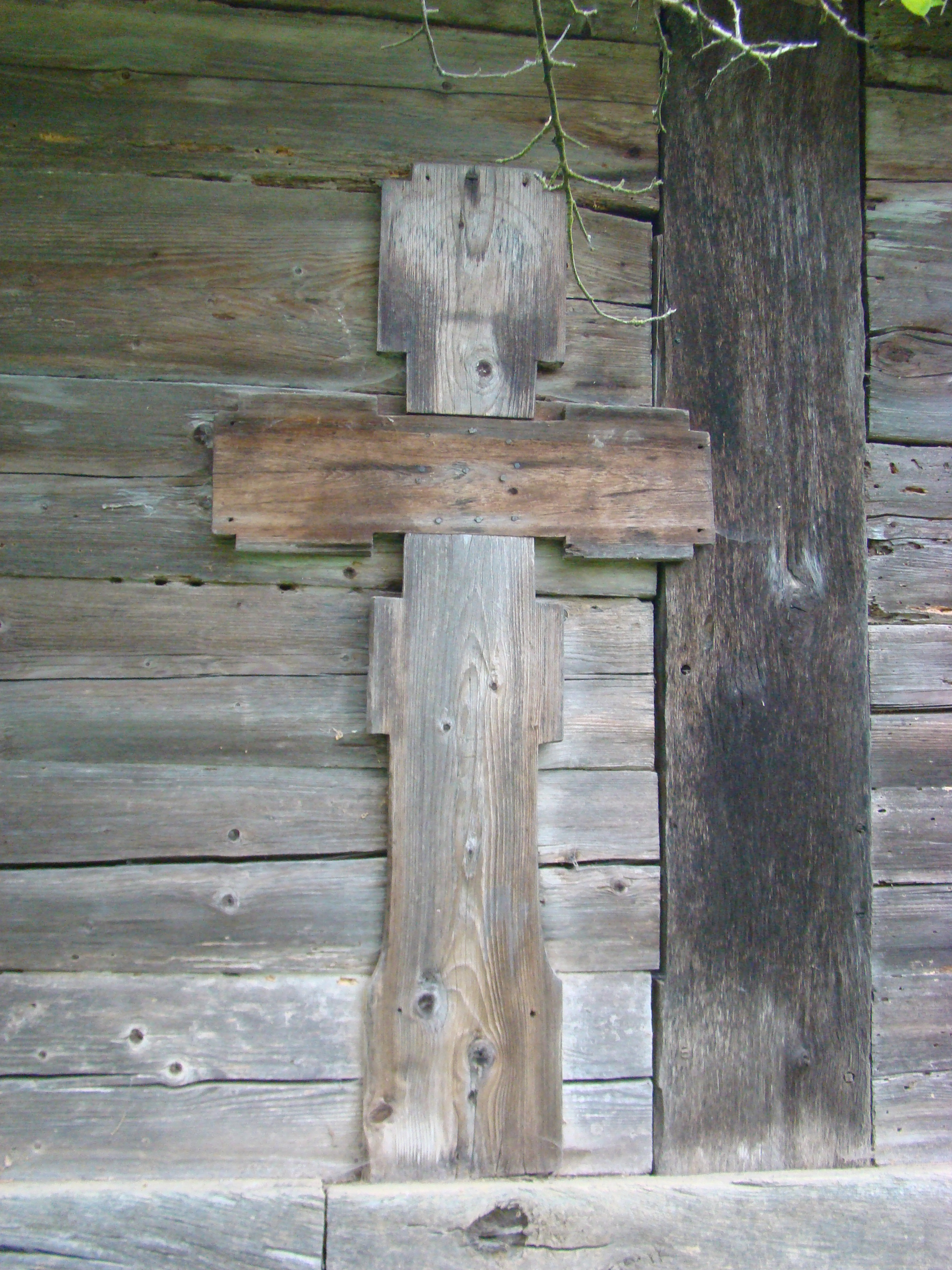
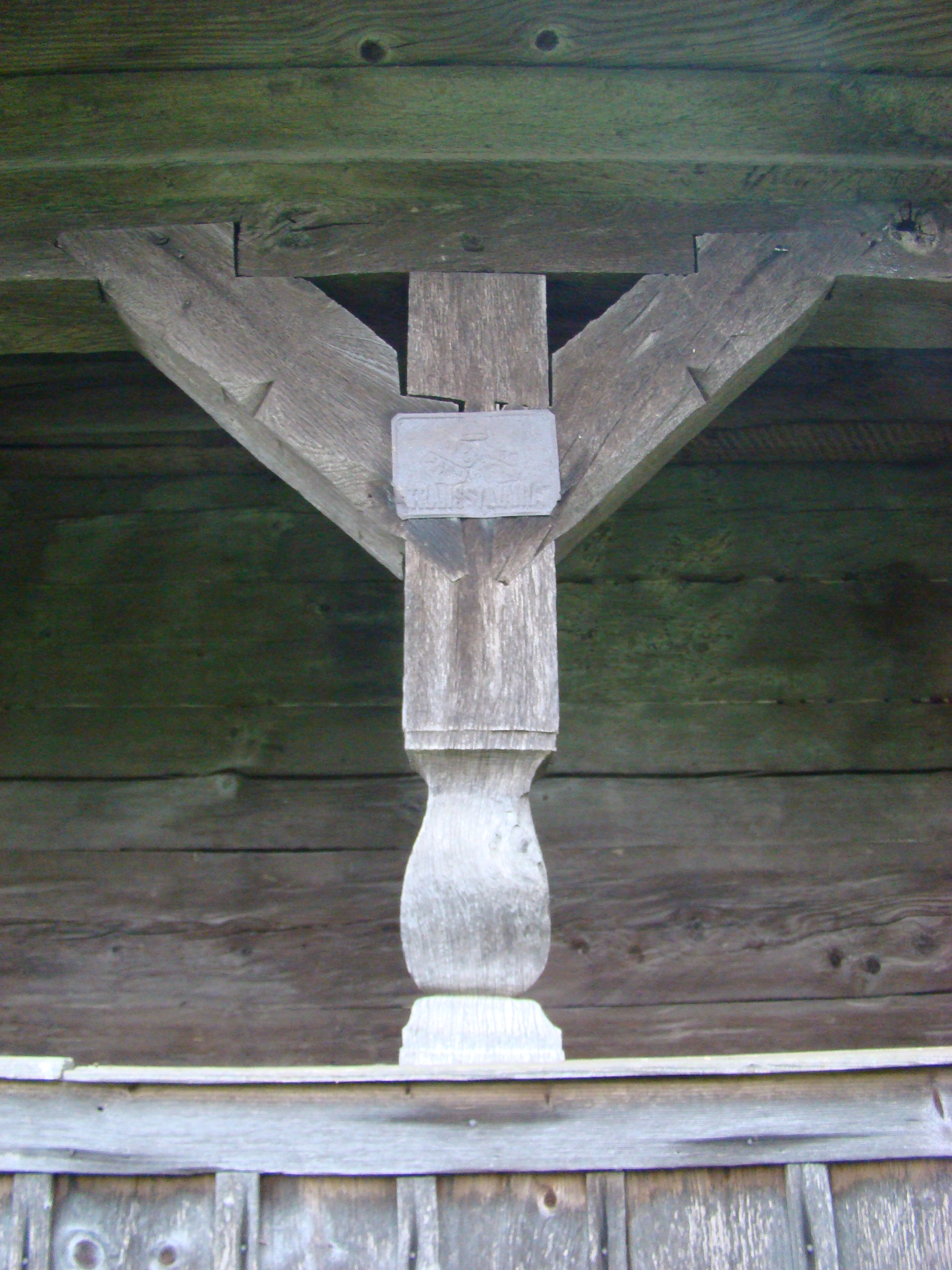
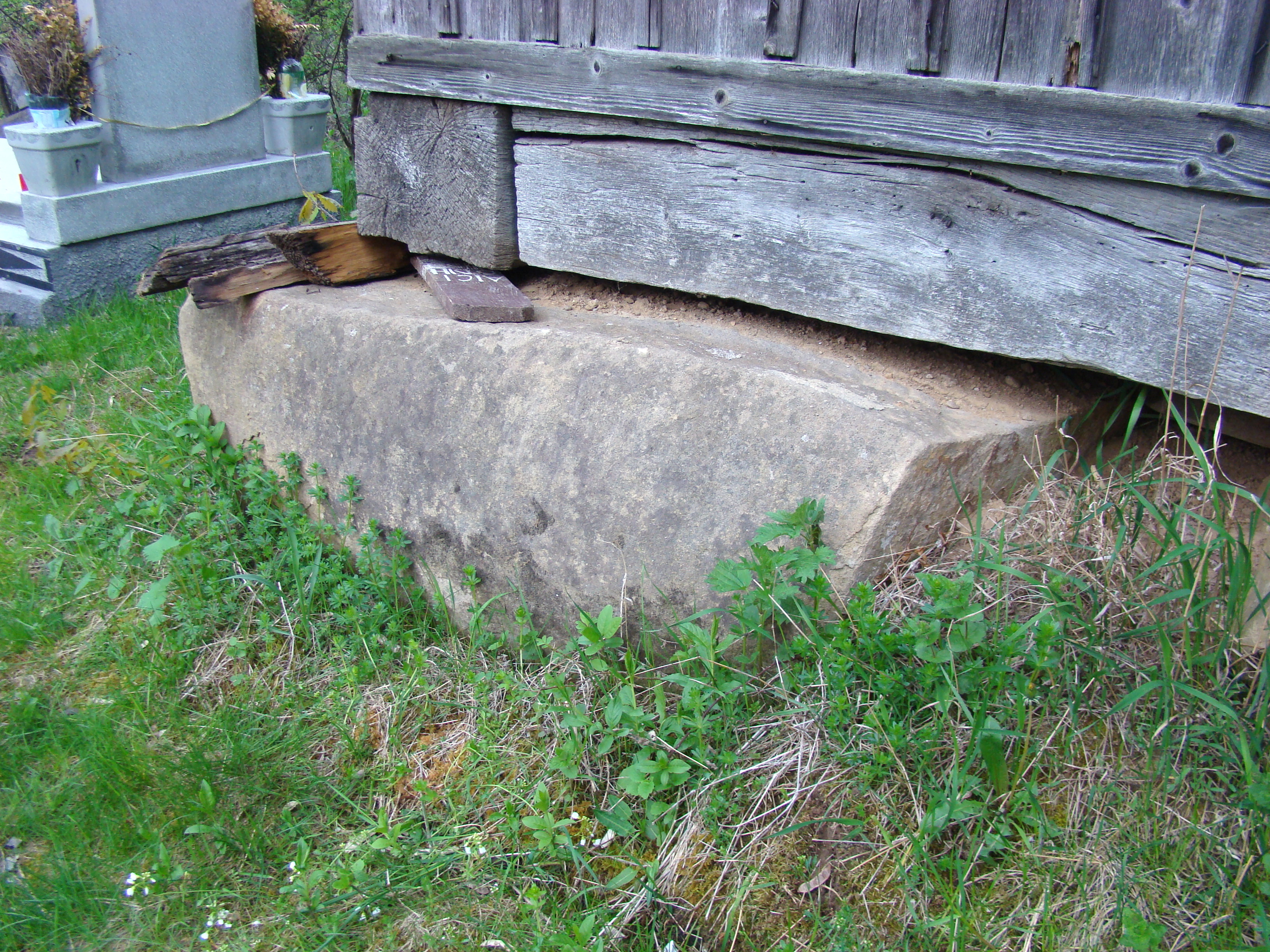
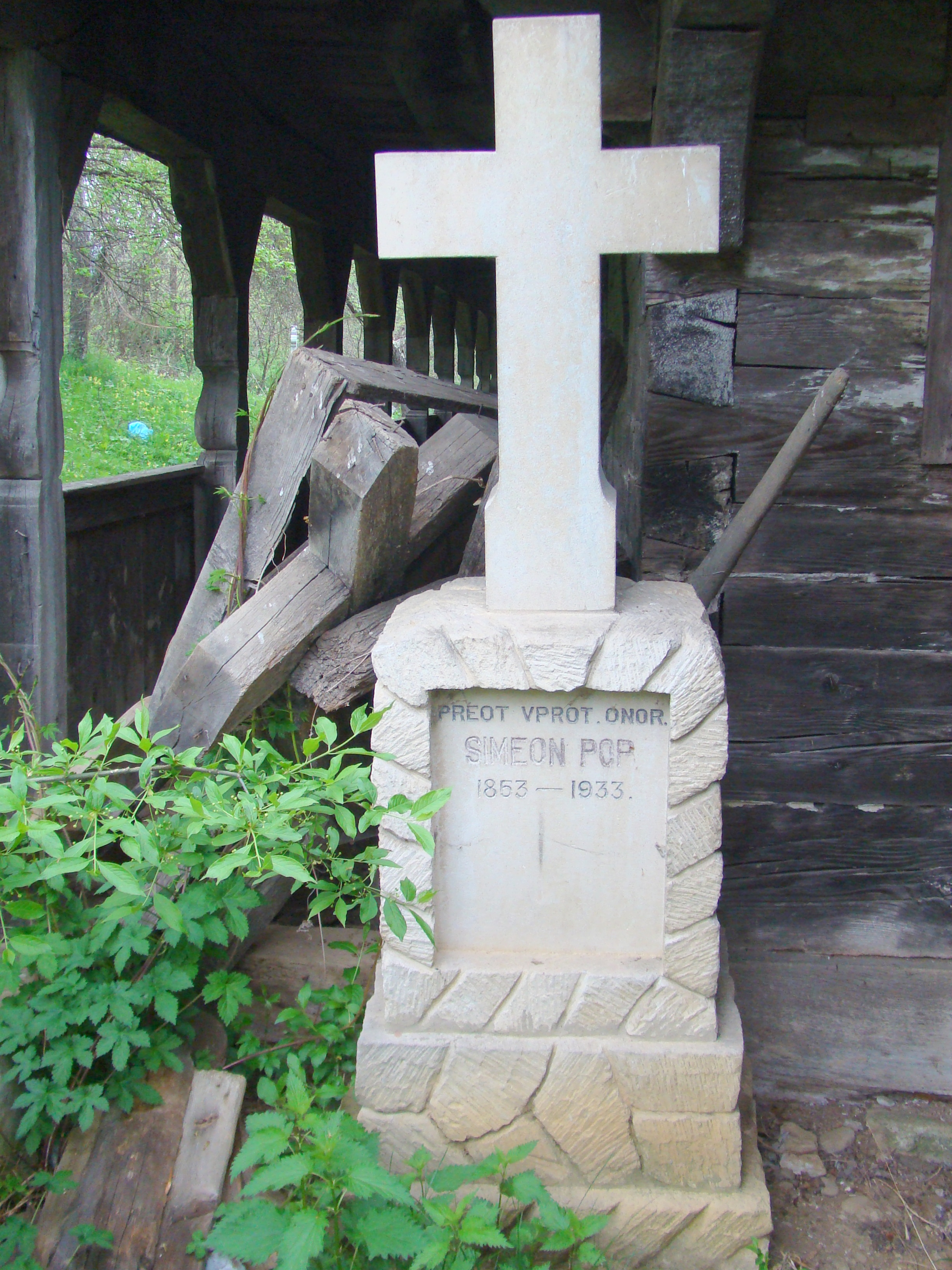
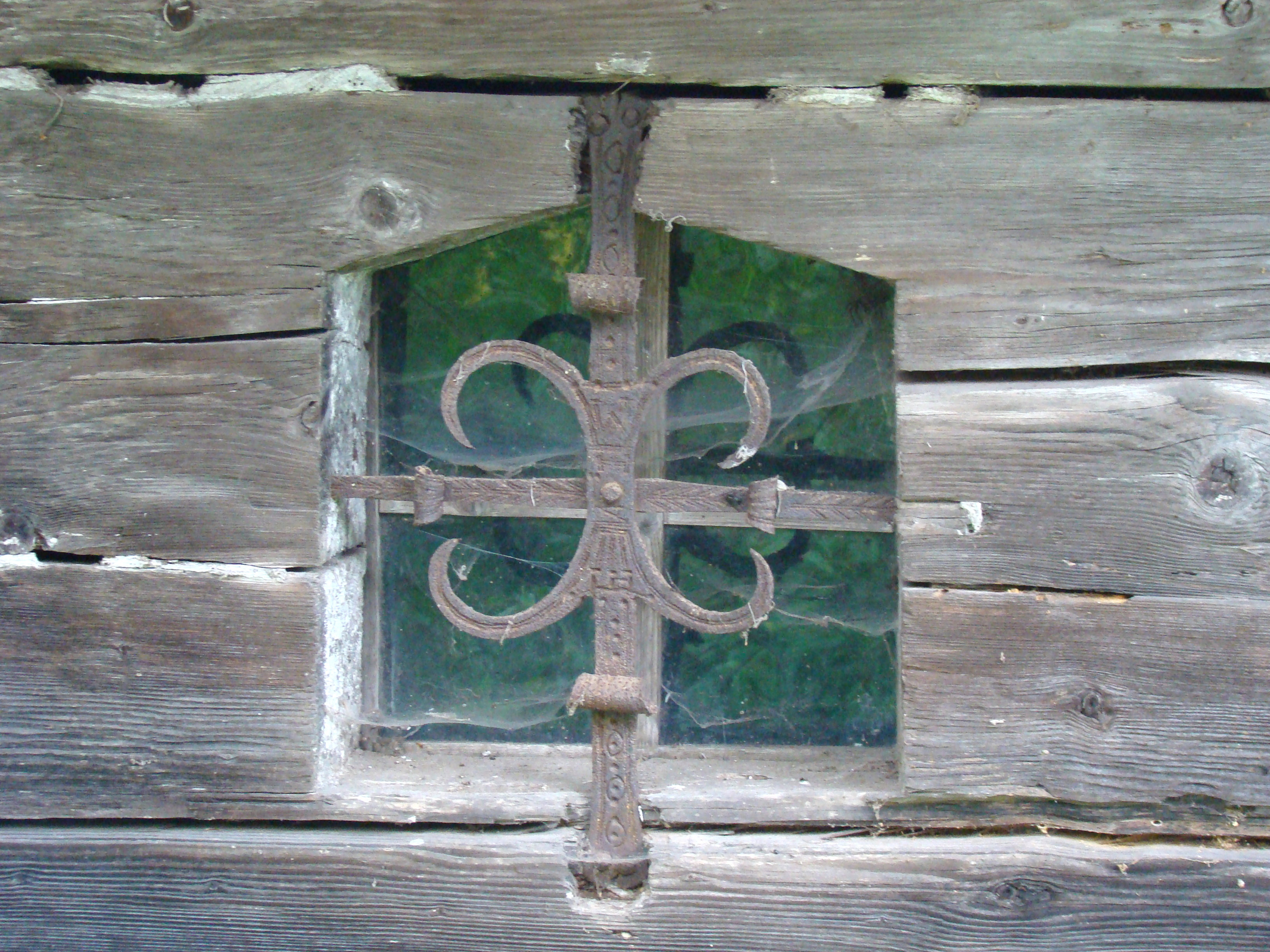
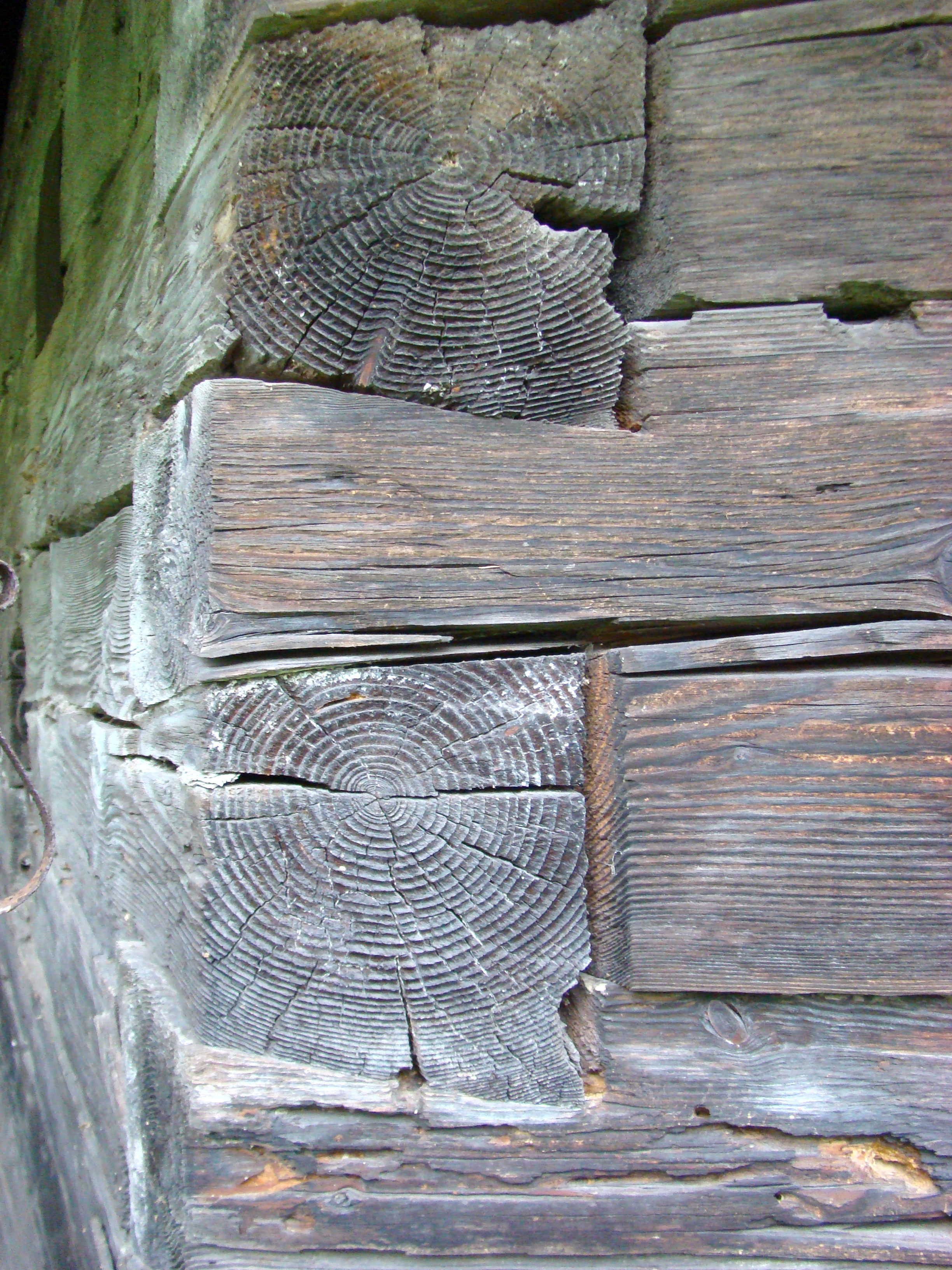
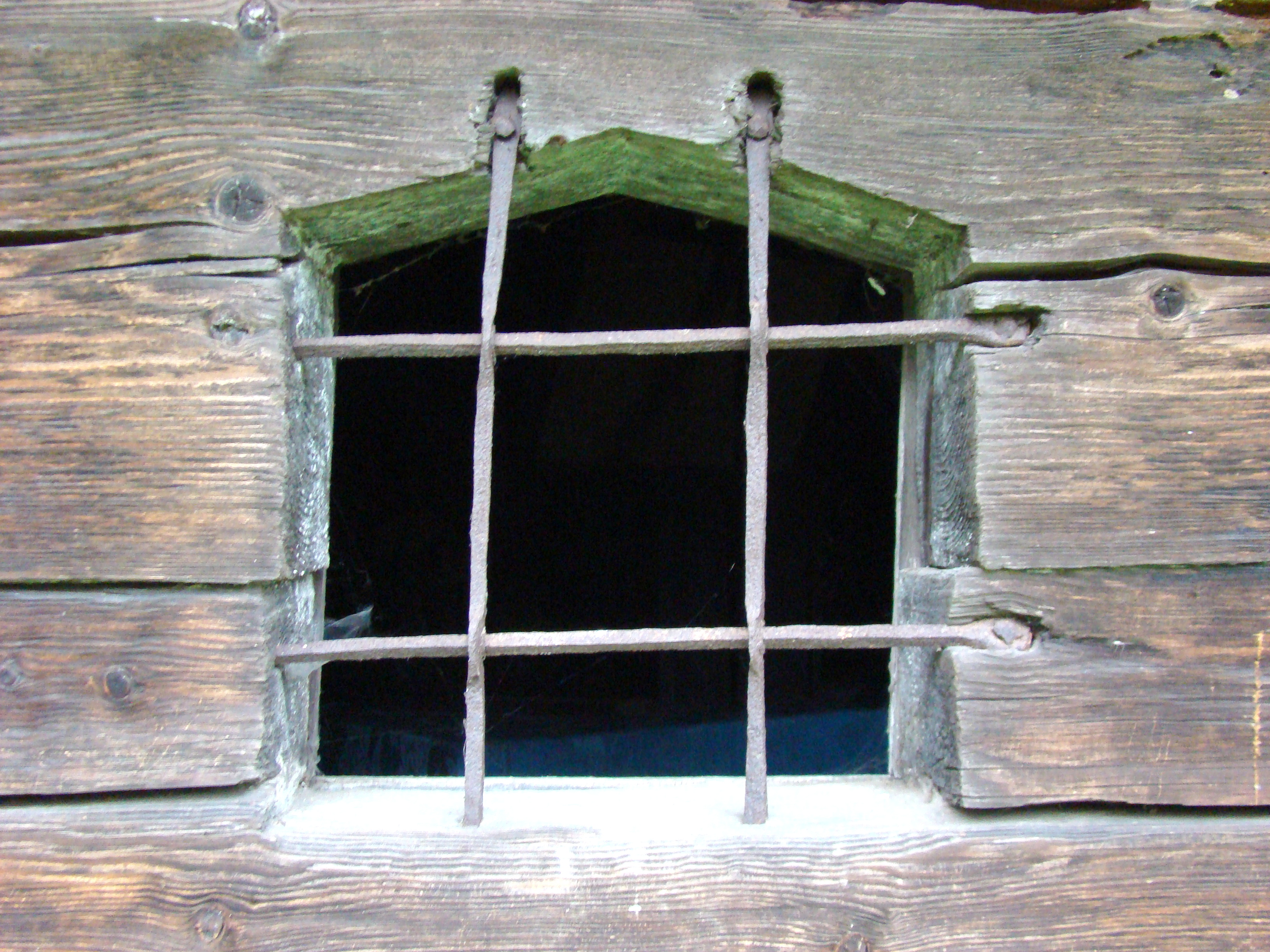
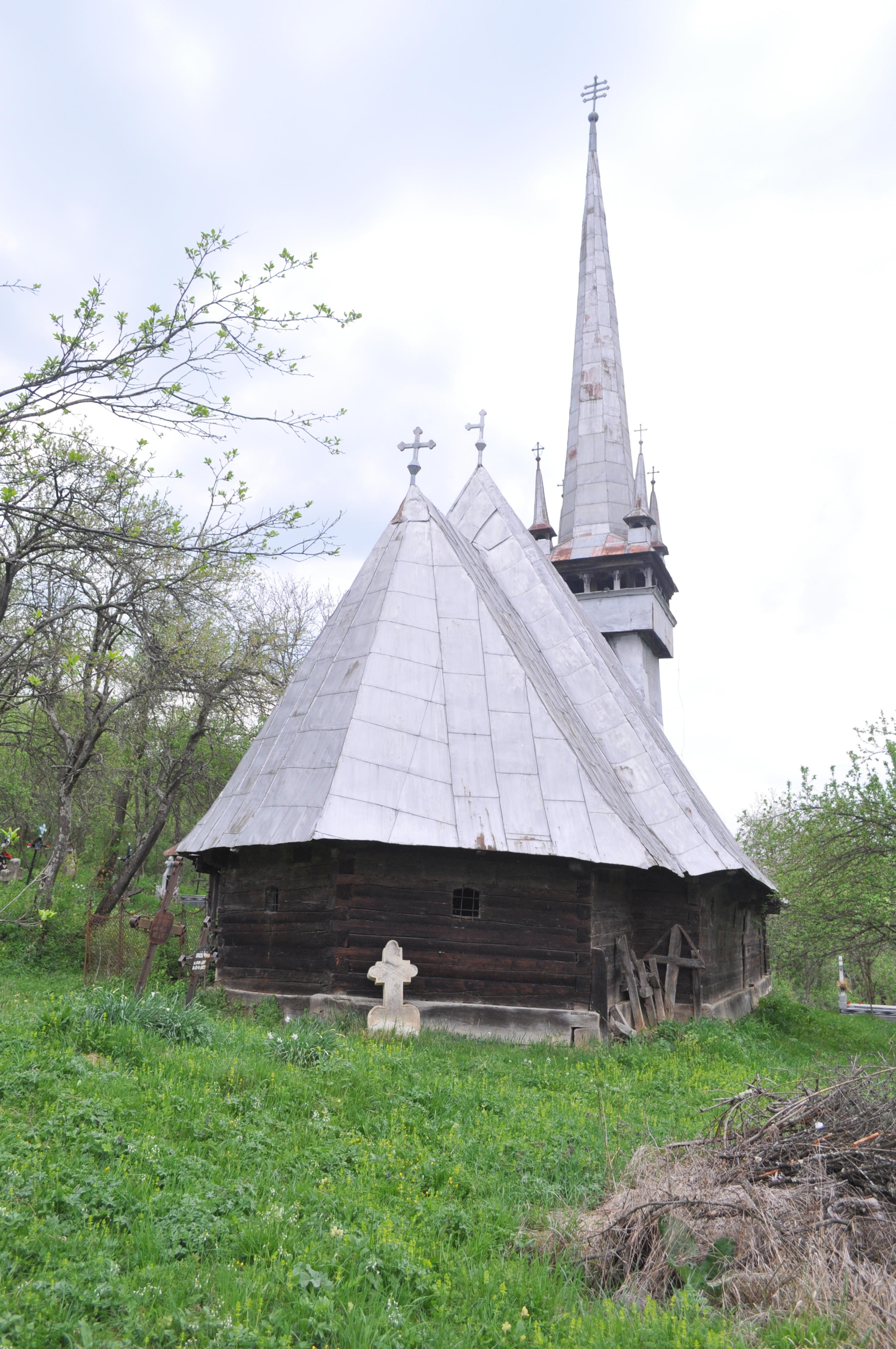

## Imagini din interior

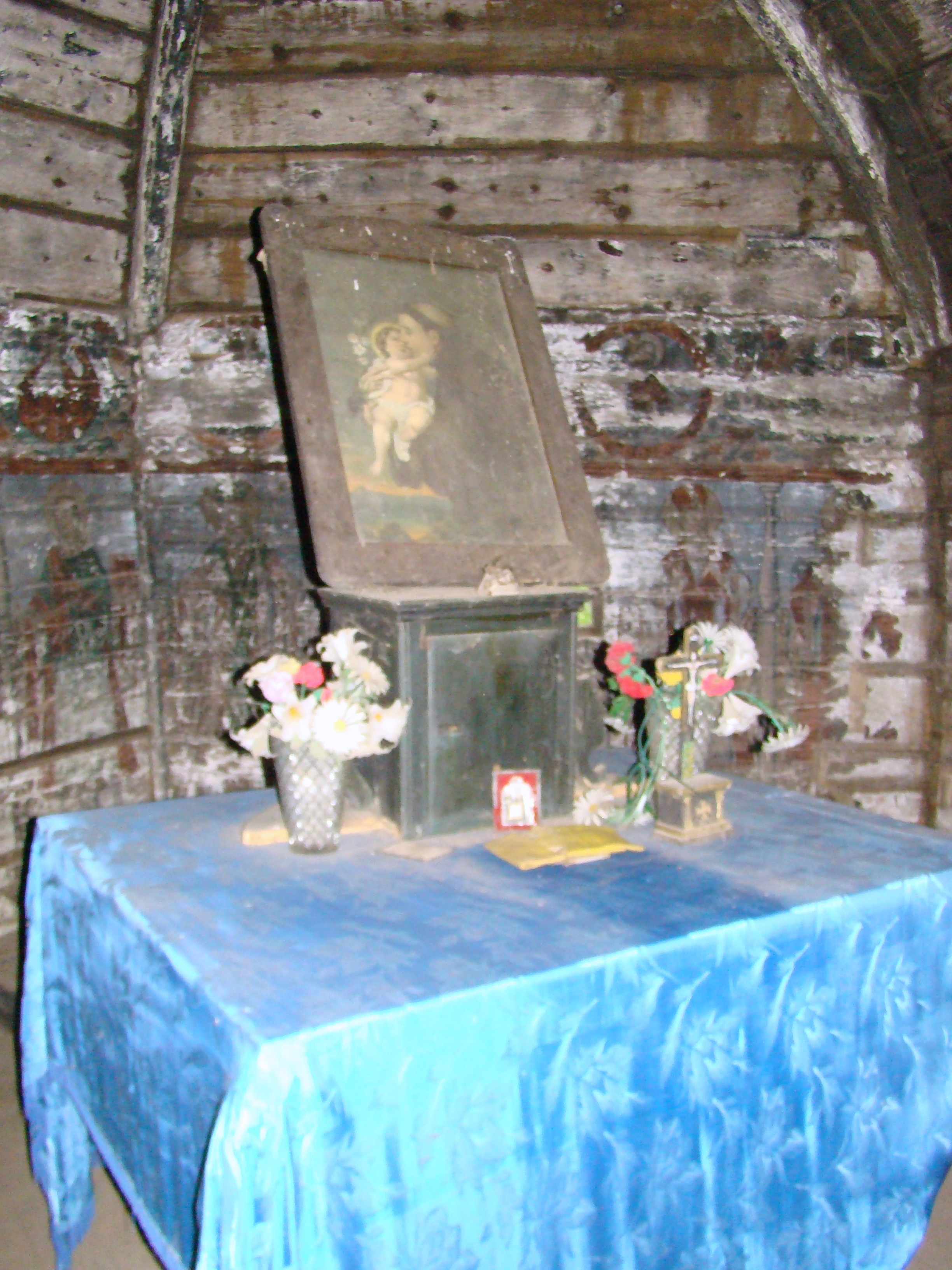
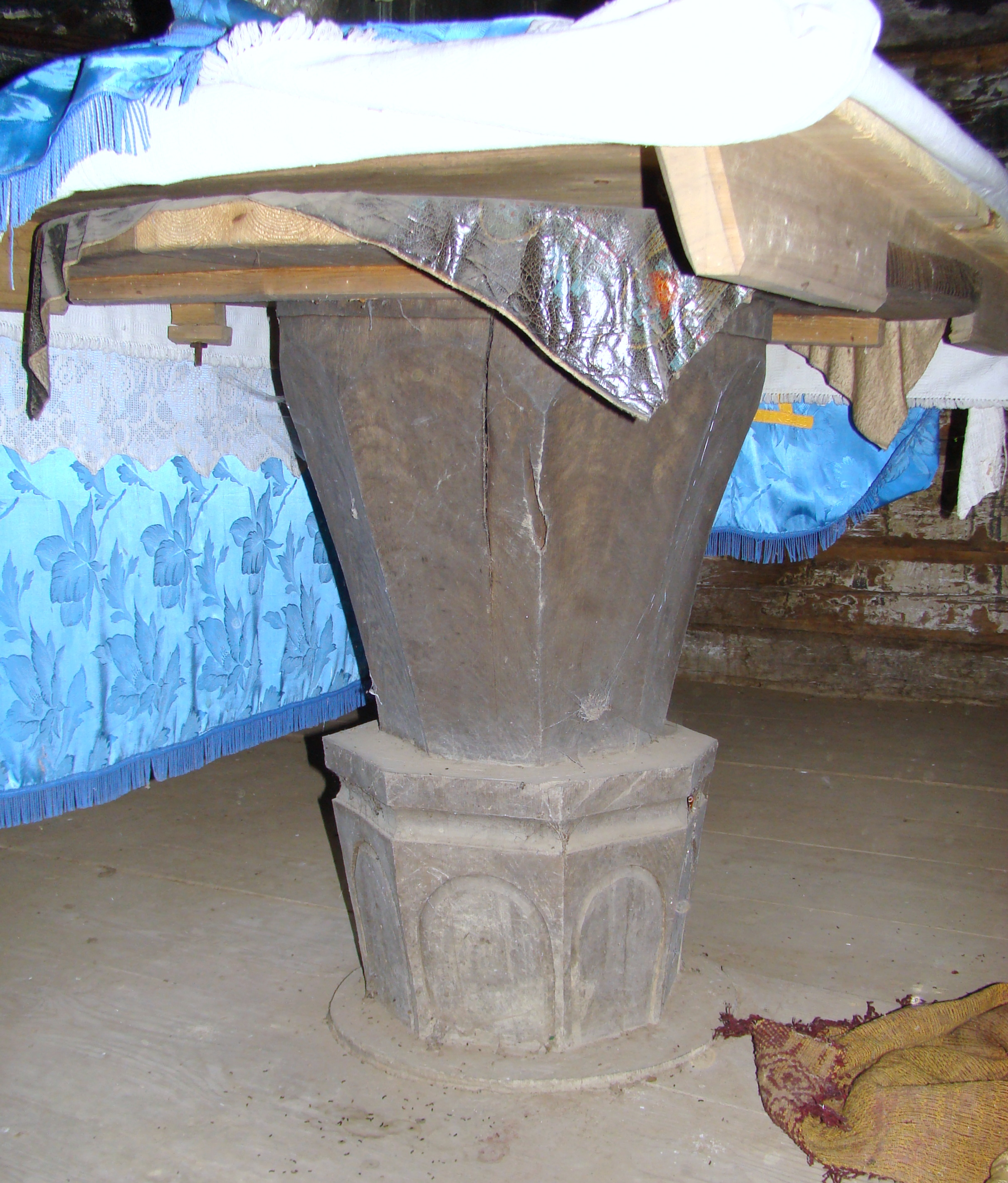
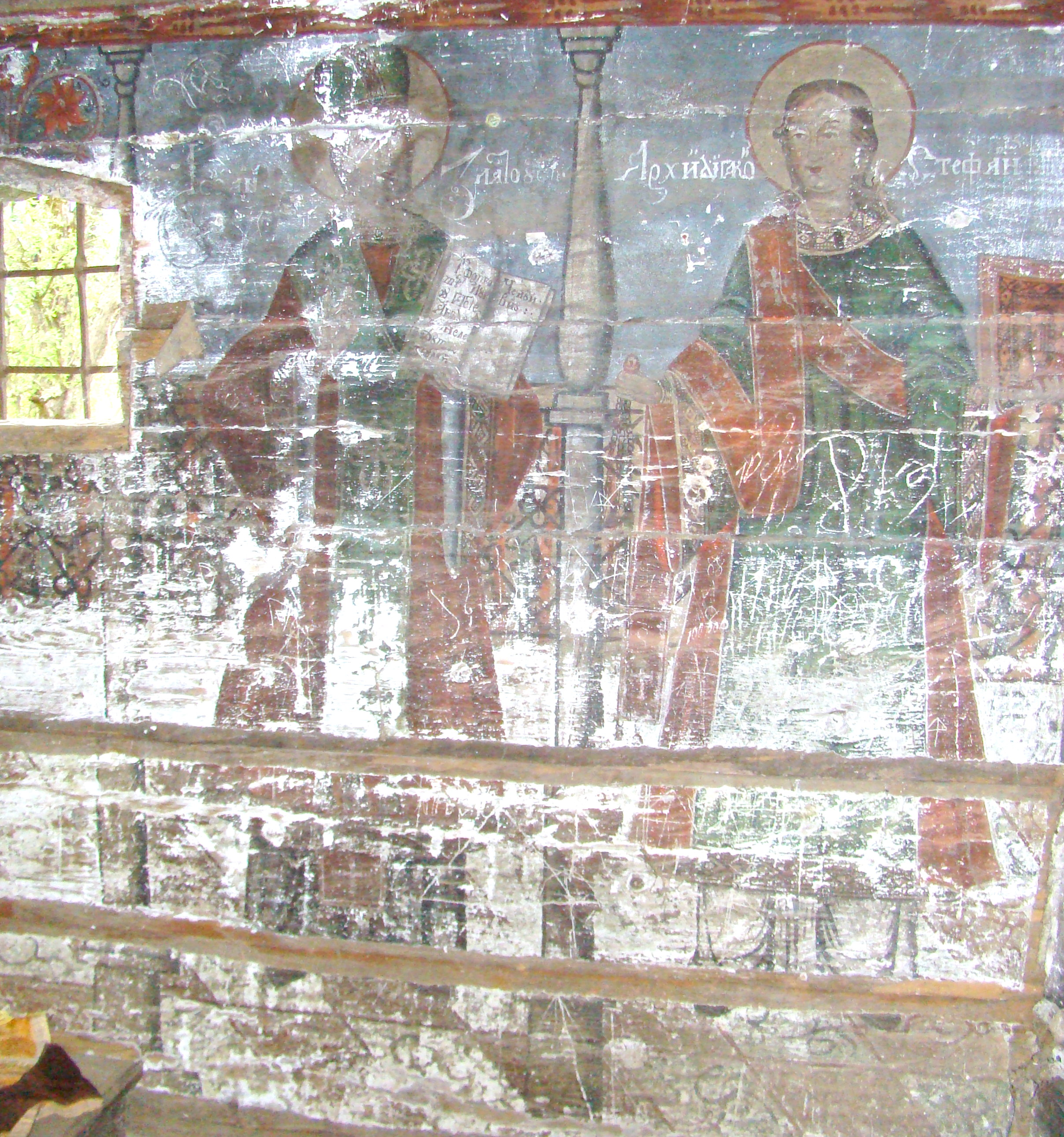
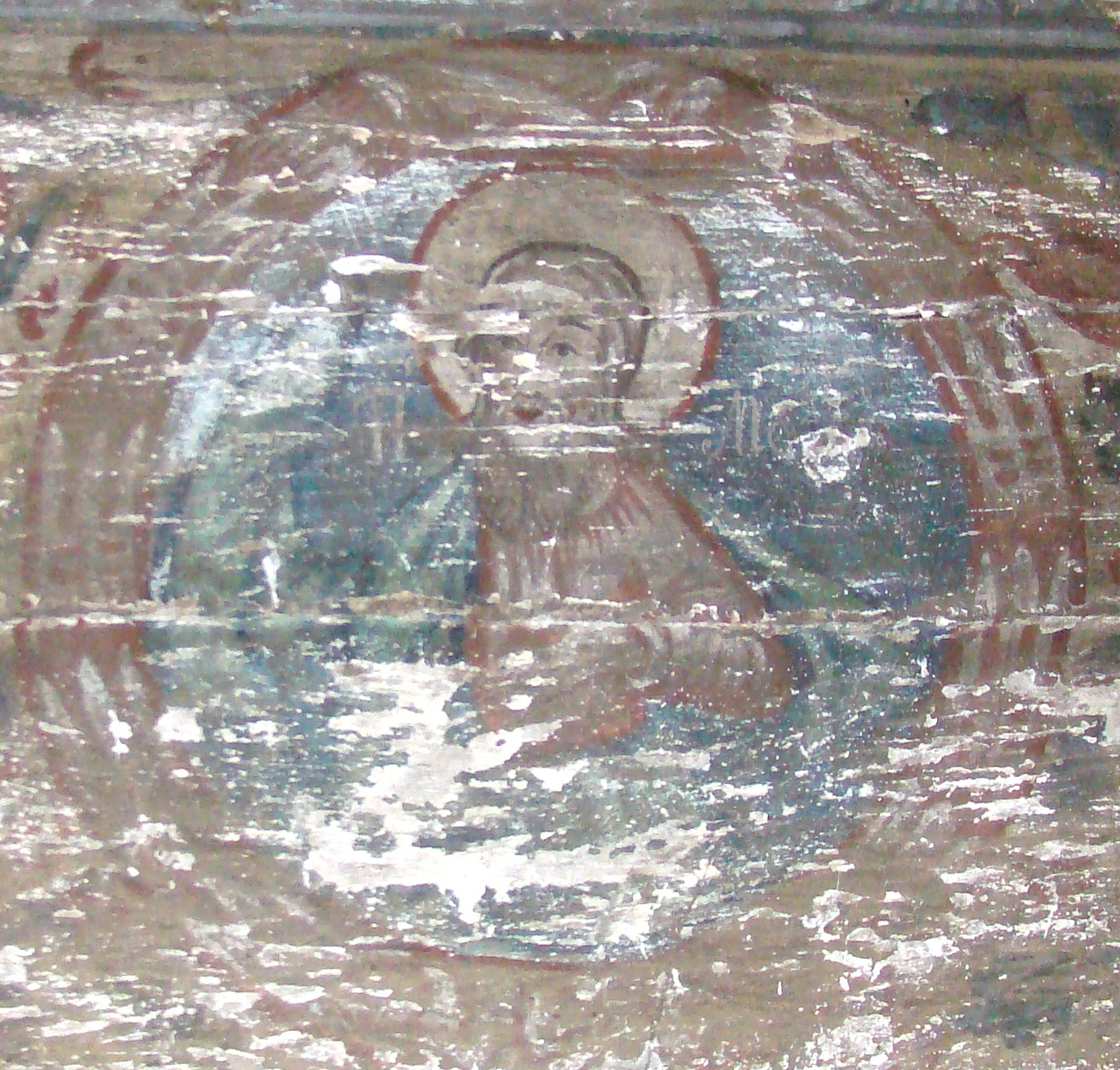
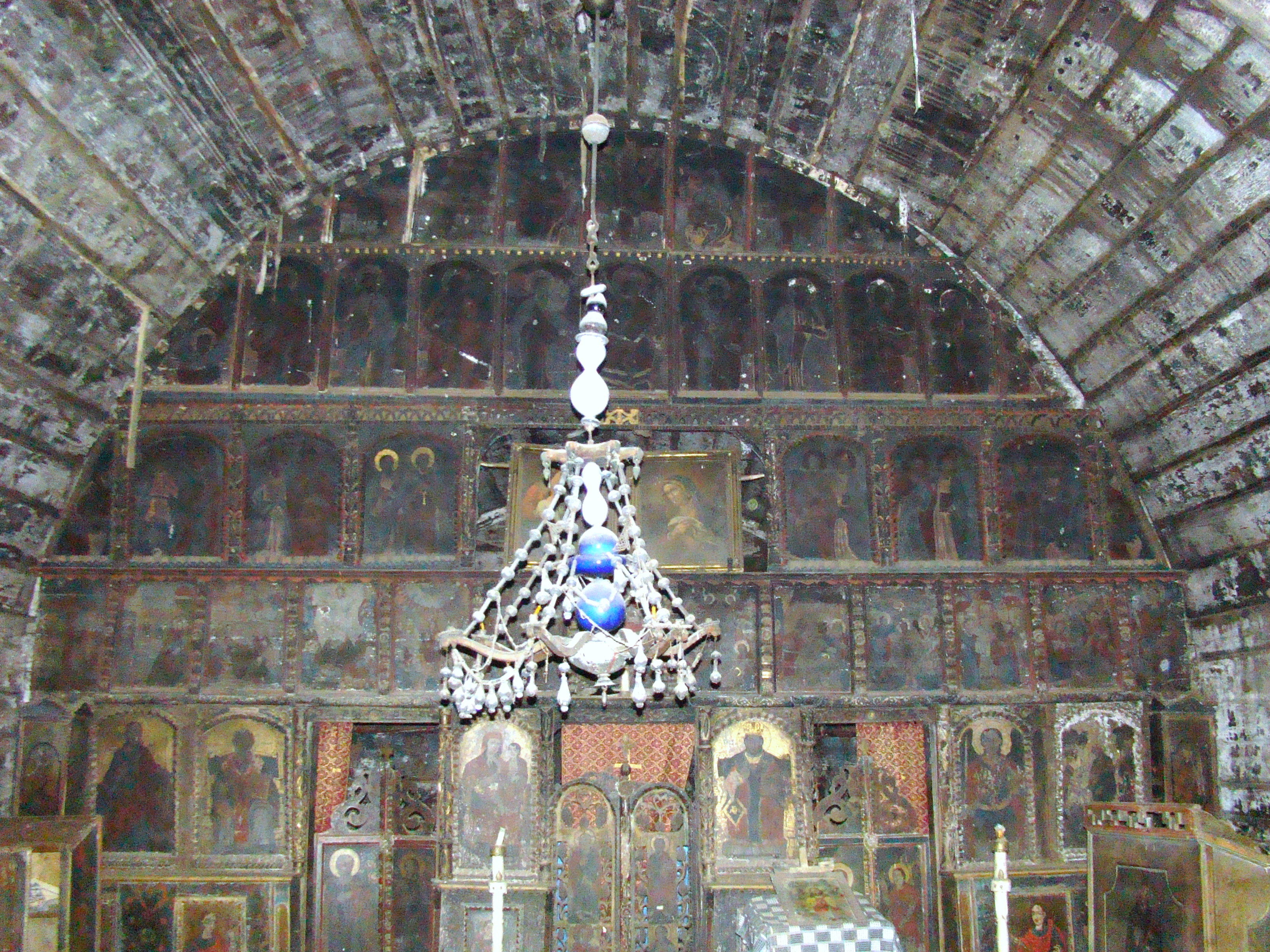
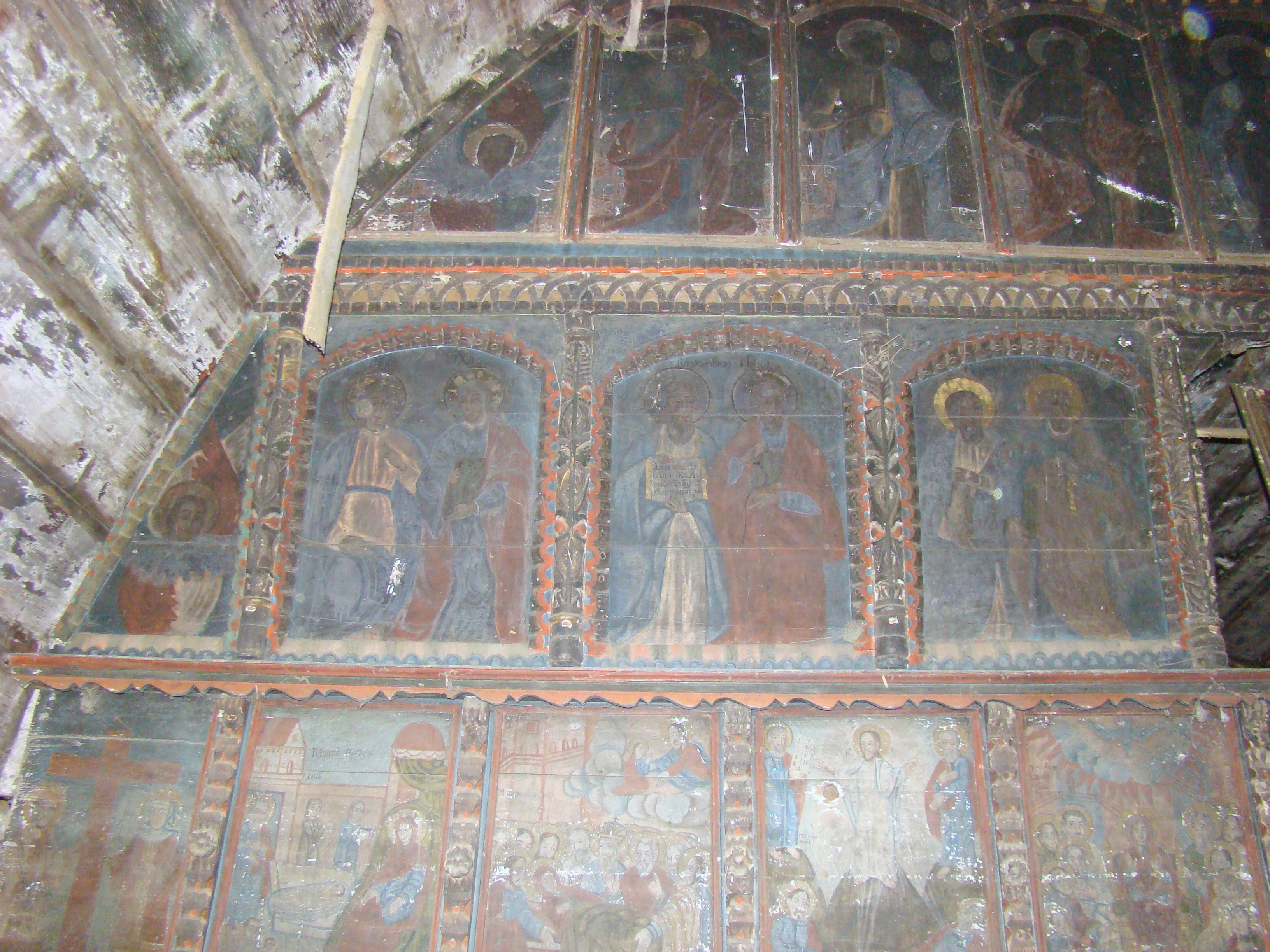
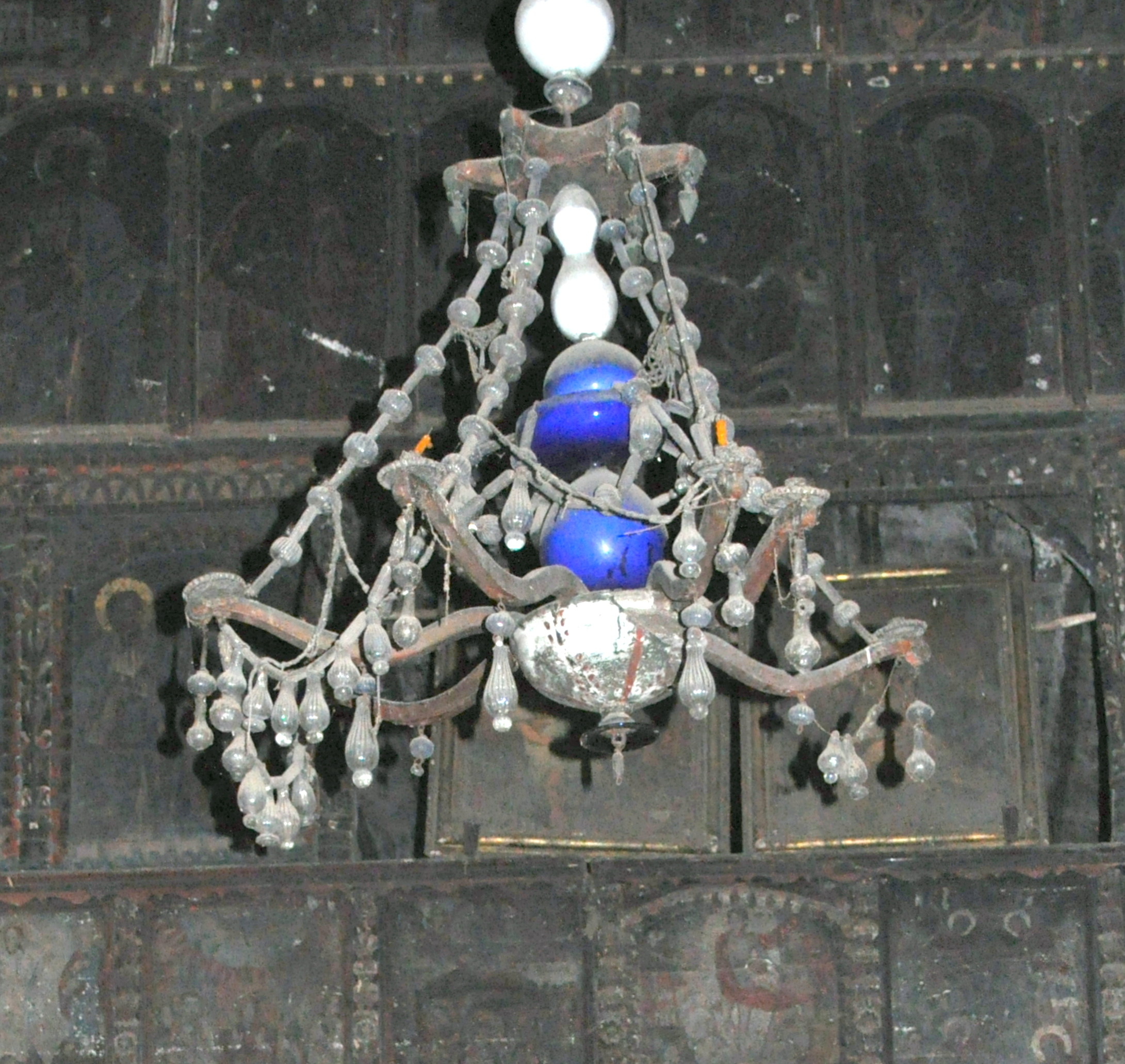
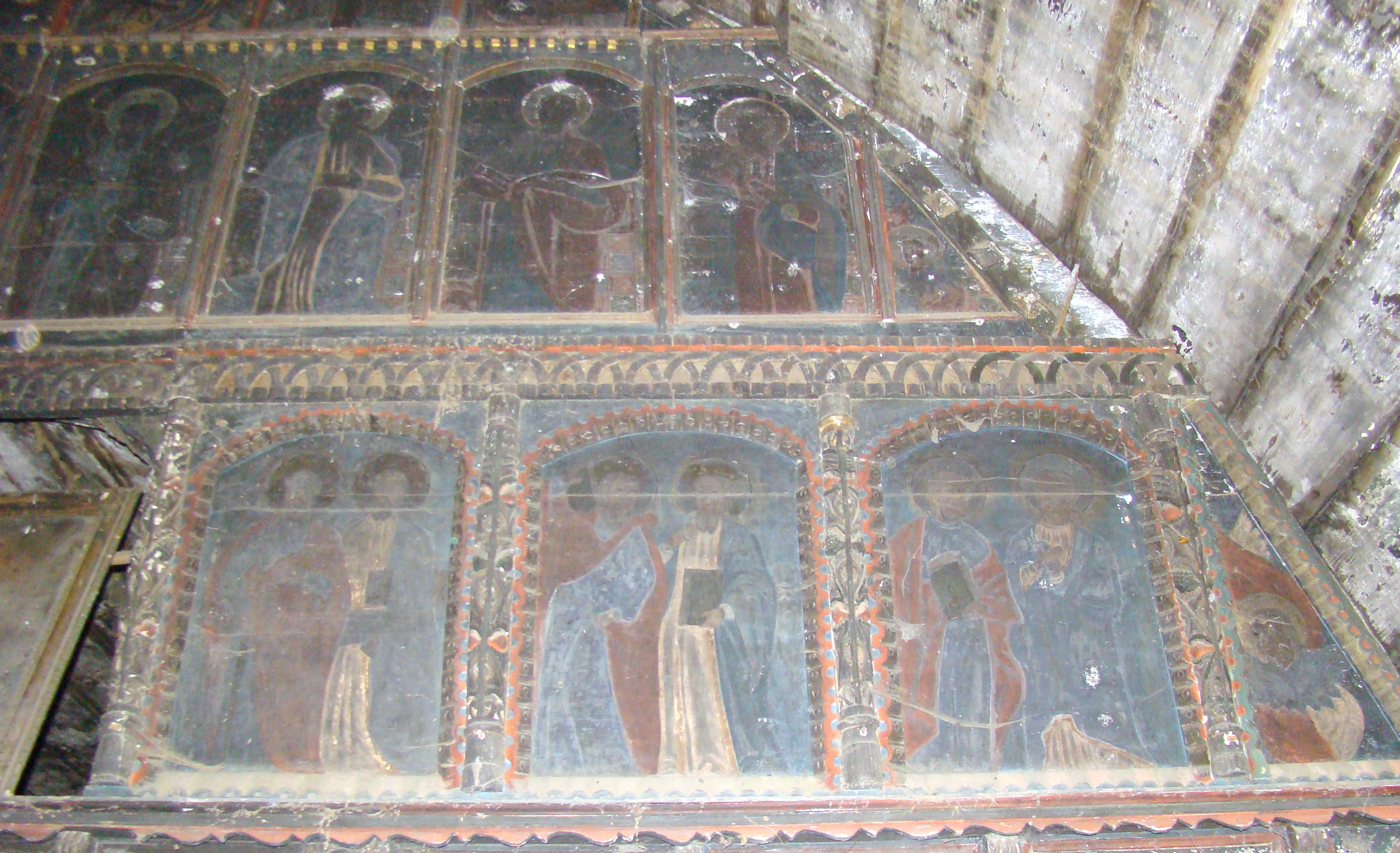
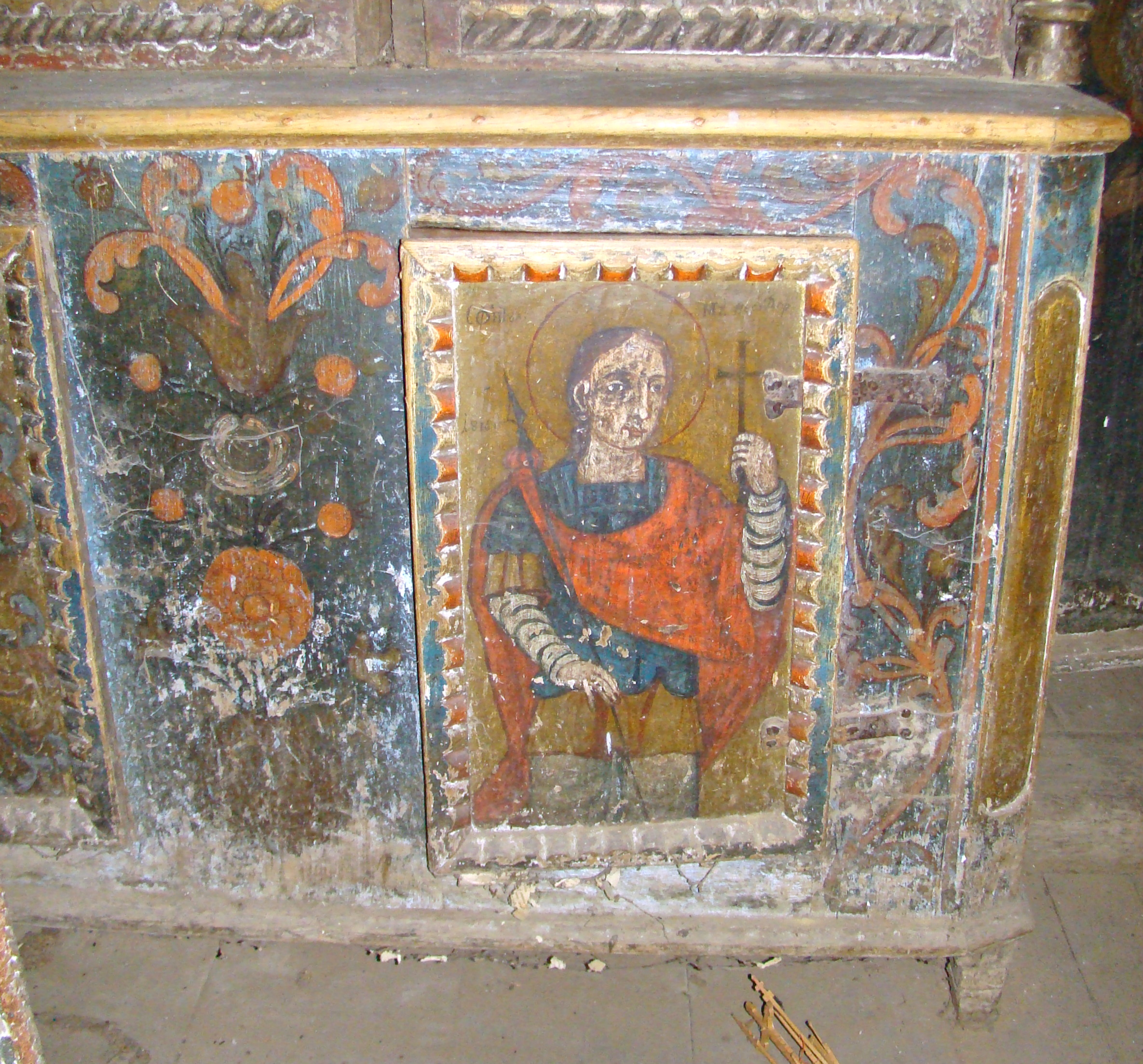
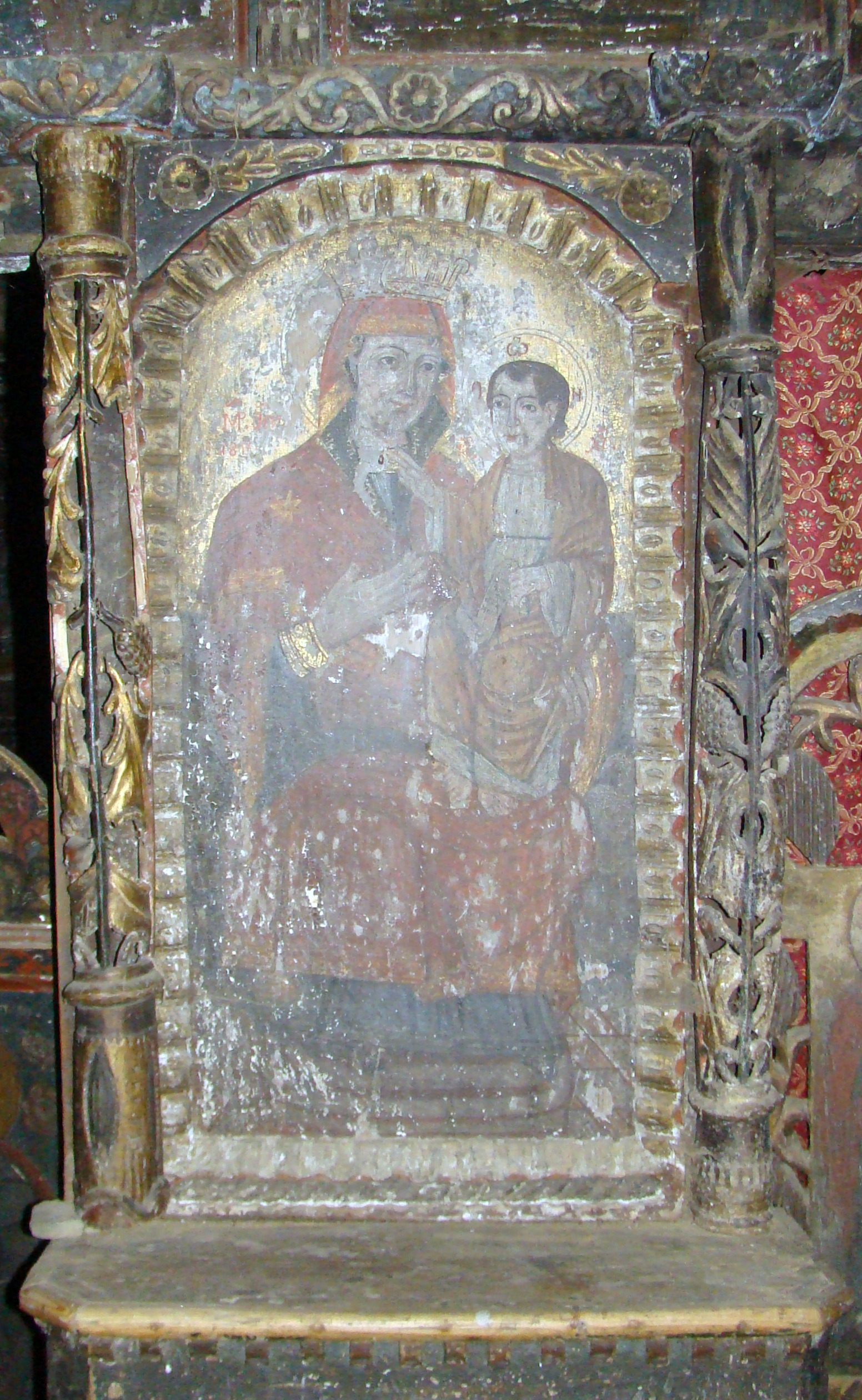
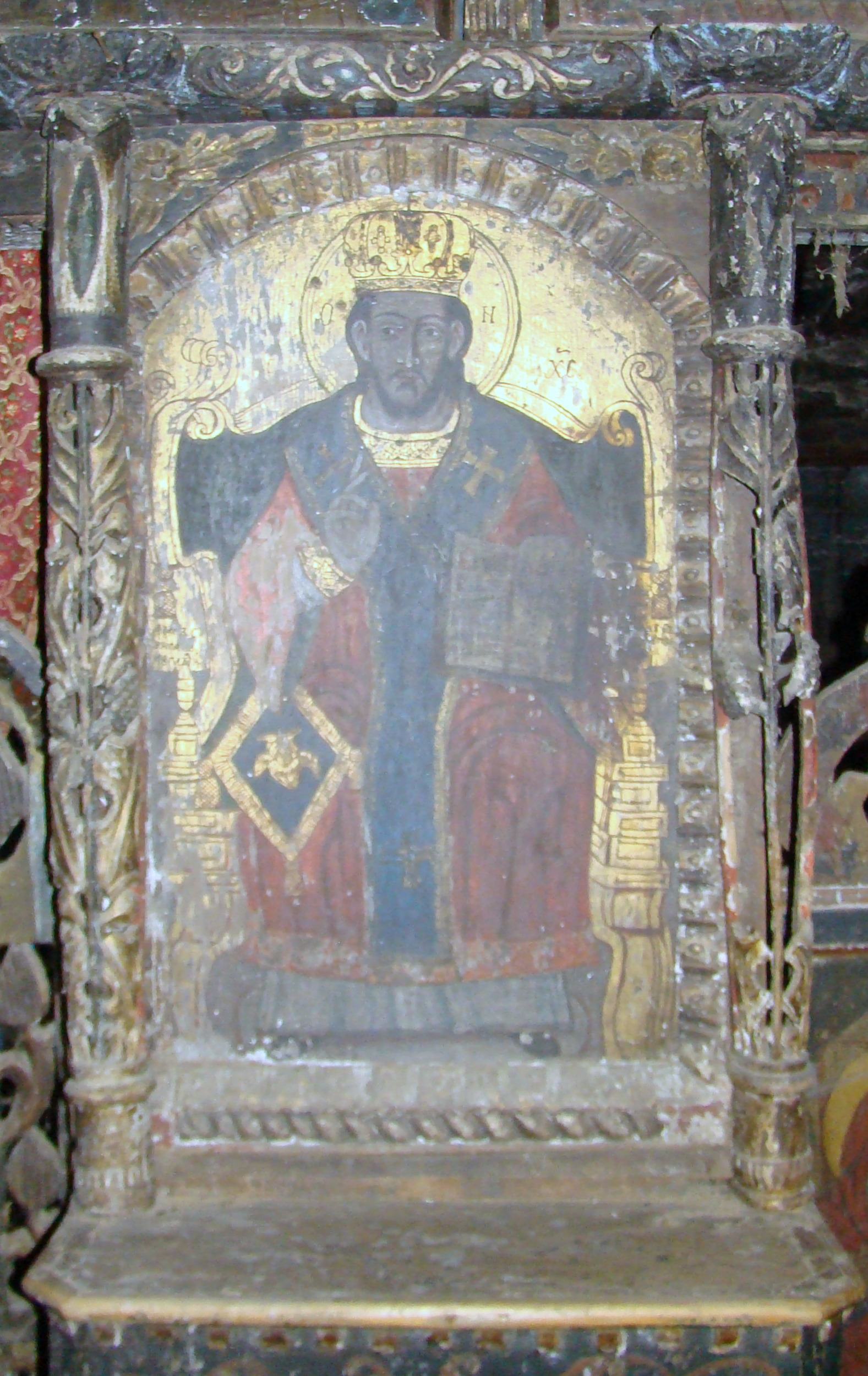
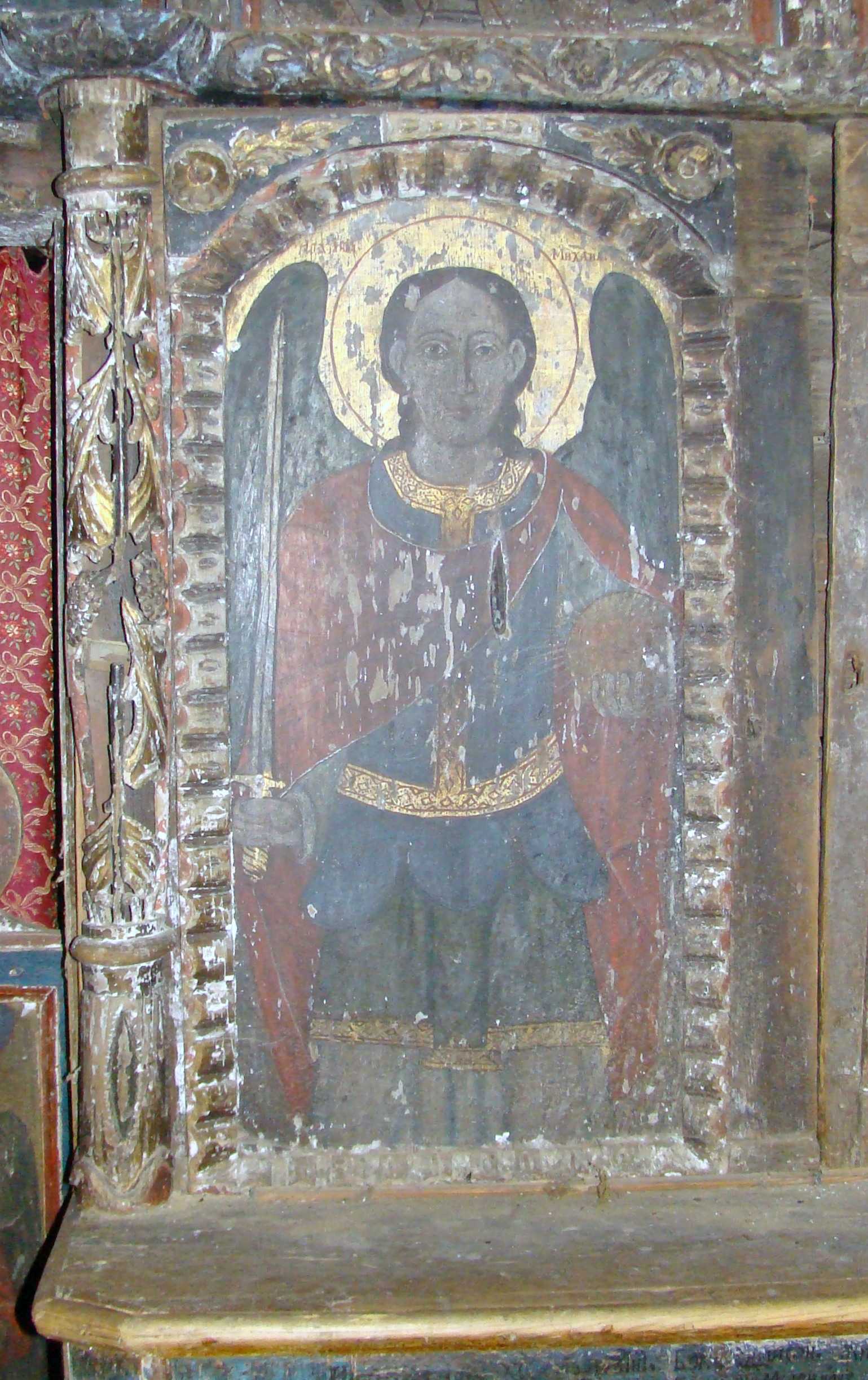
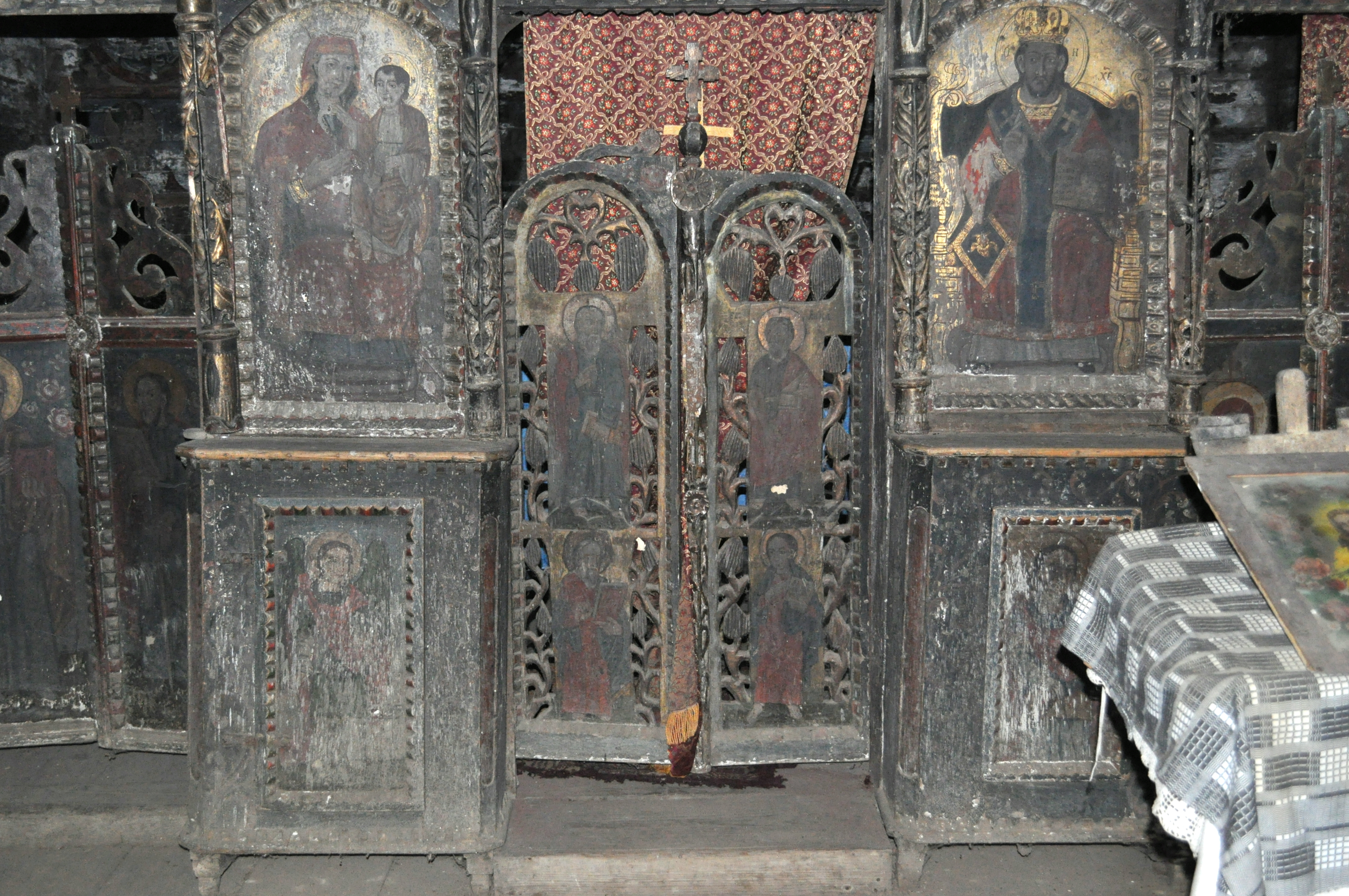
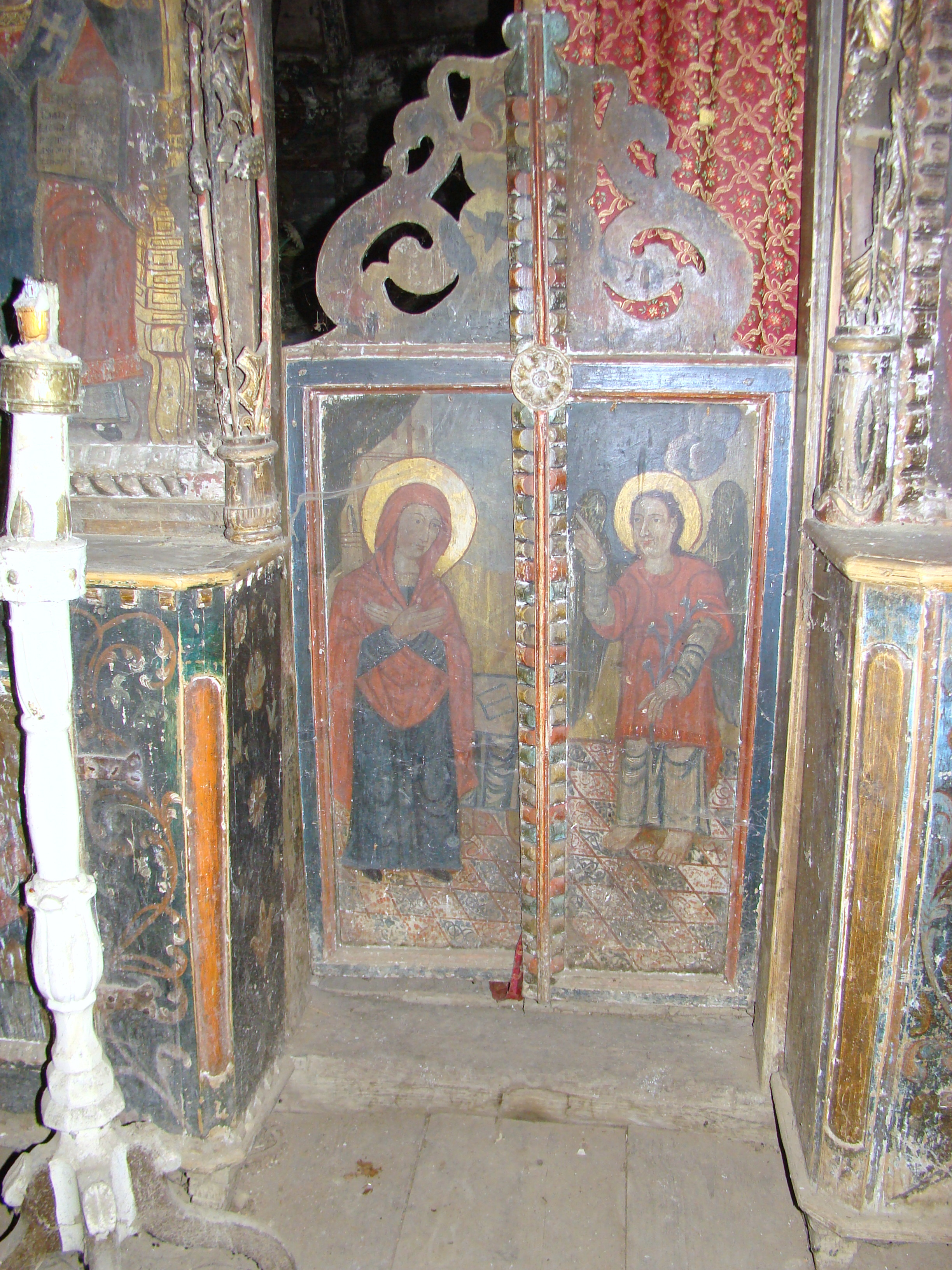
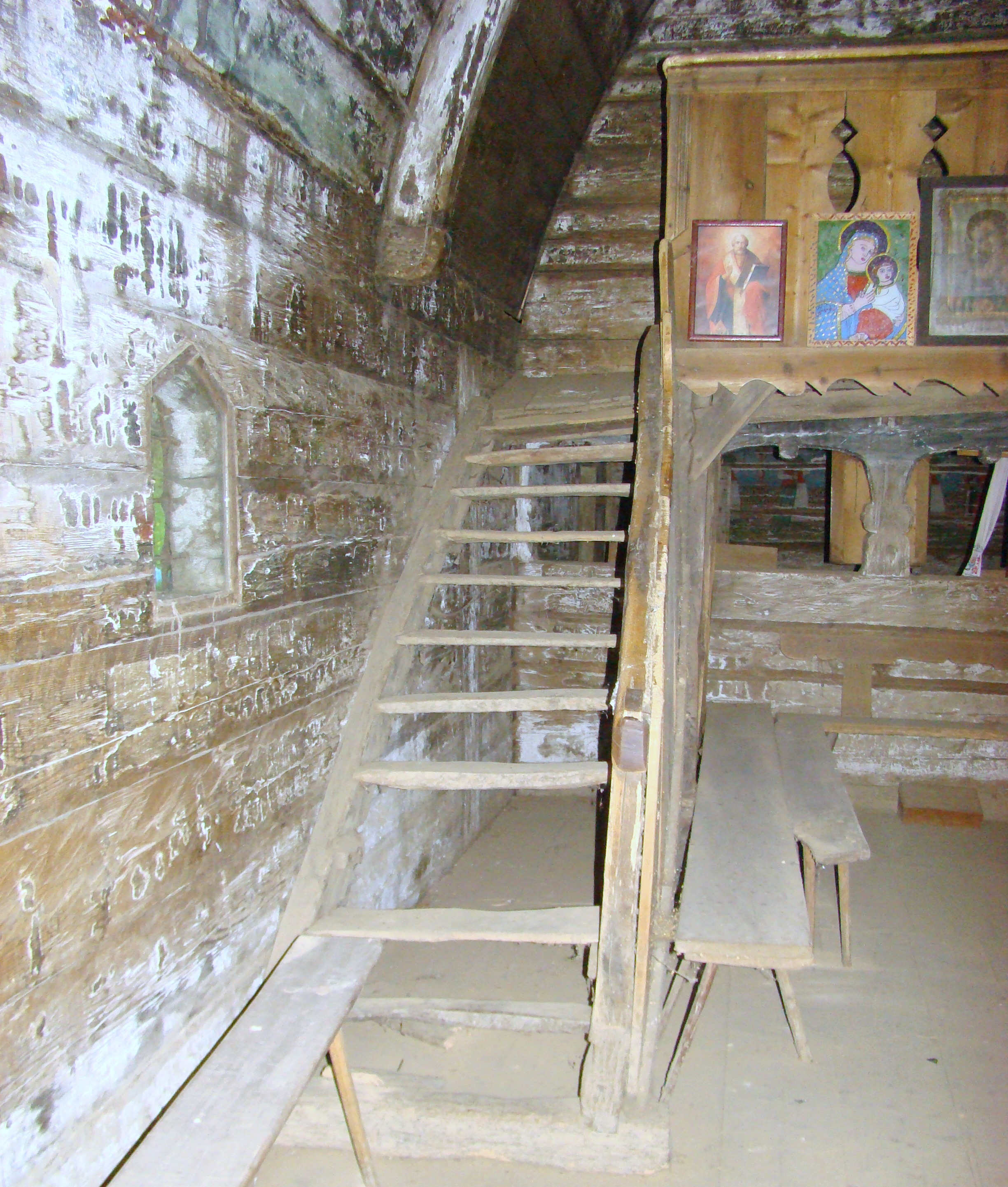
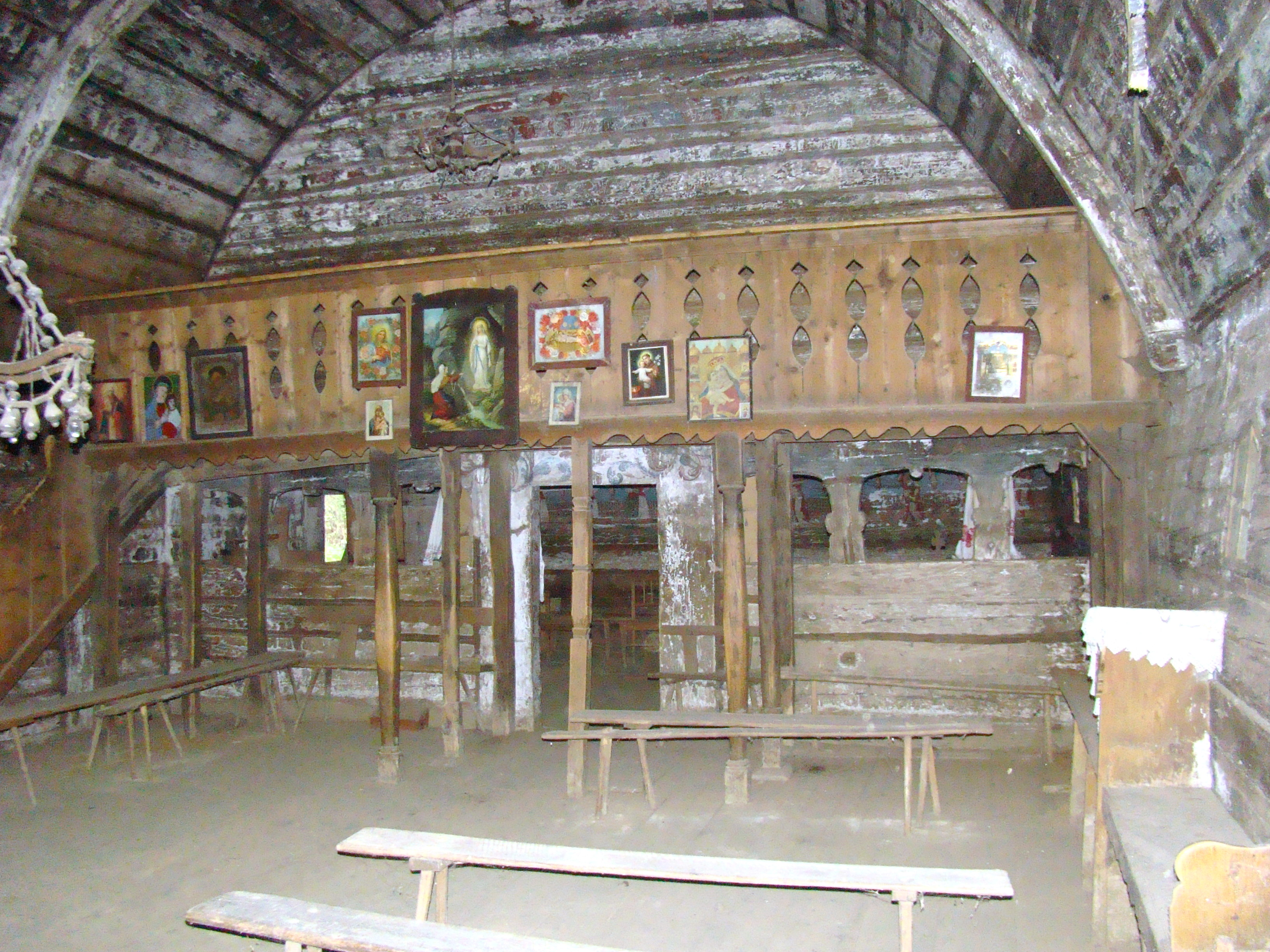
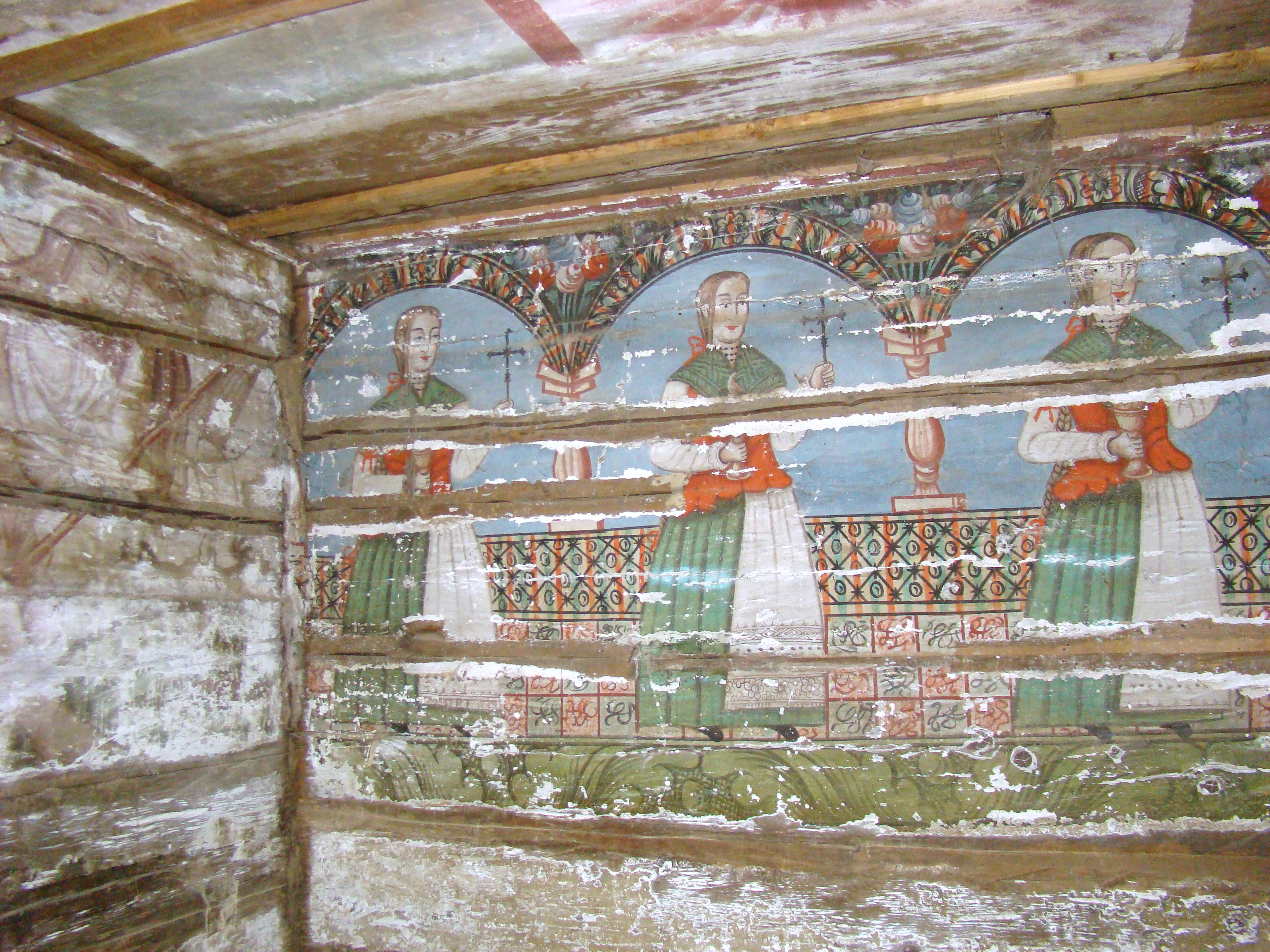
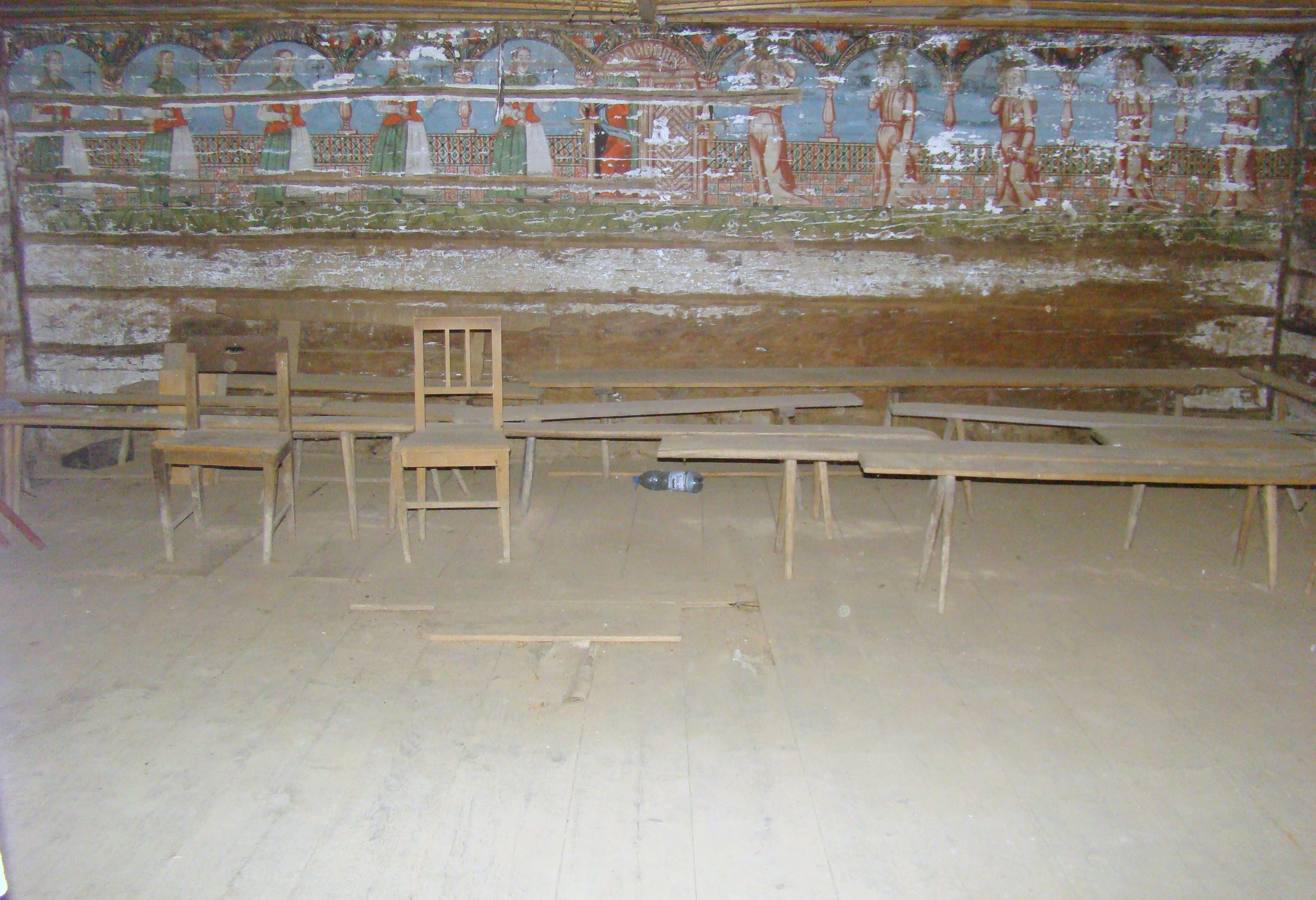
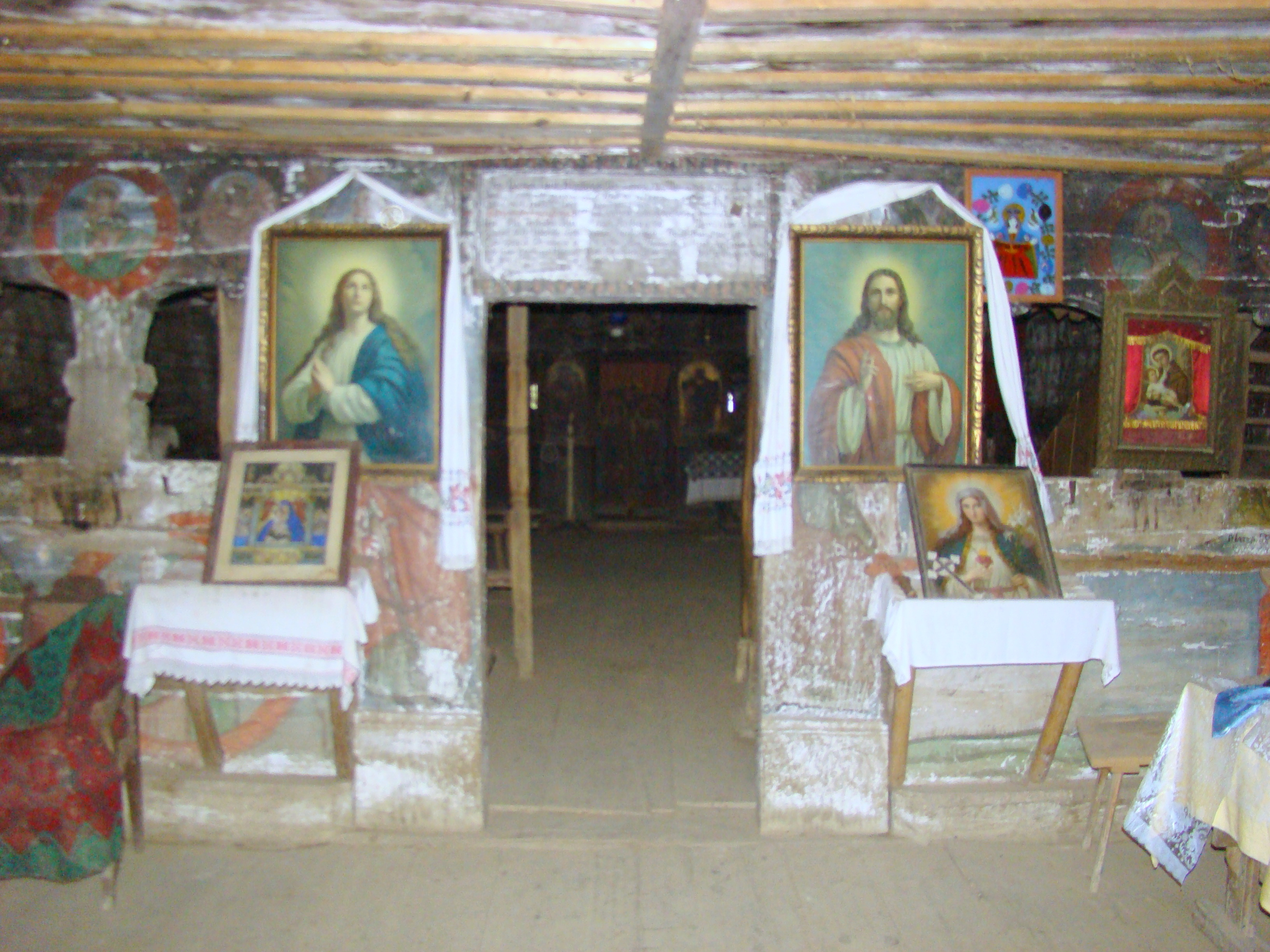
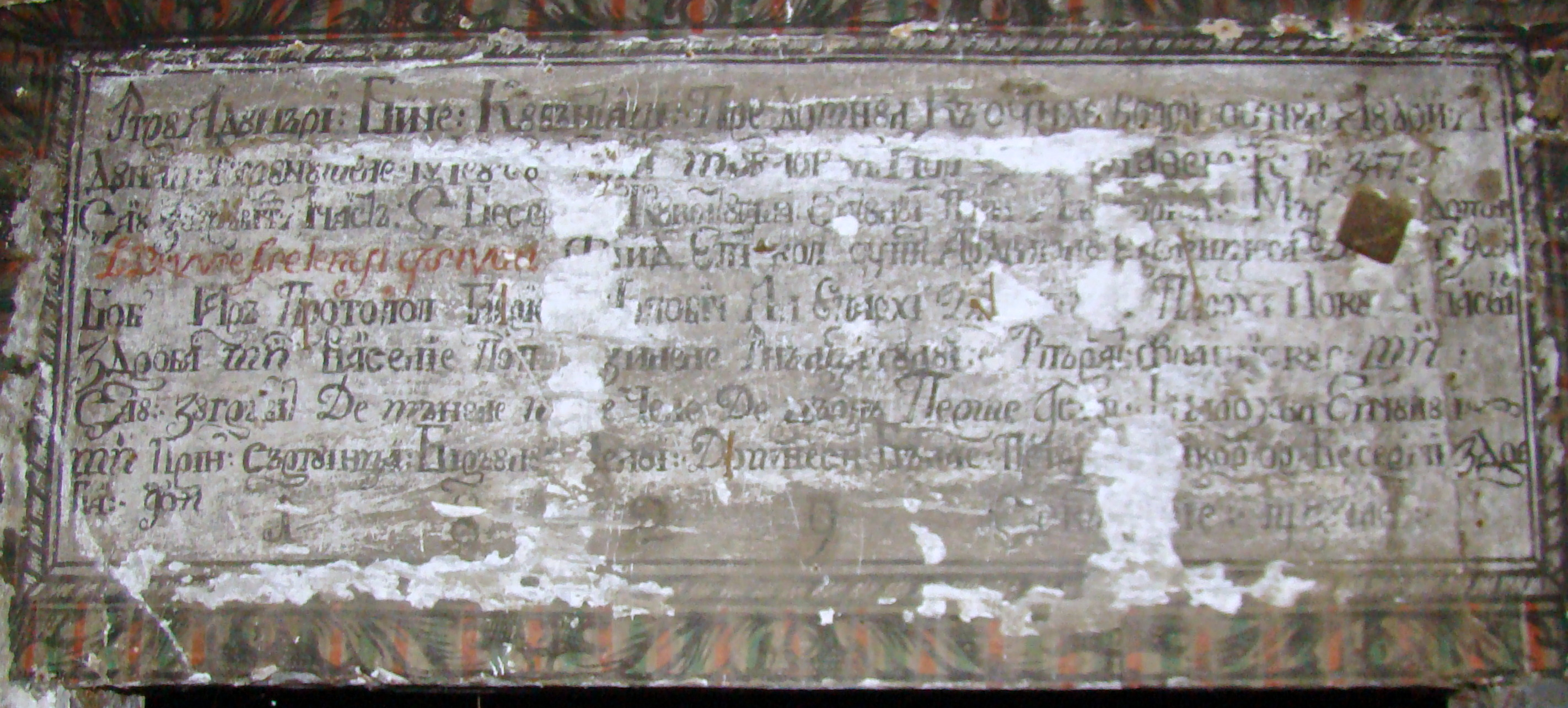
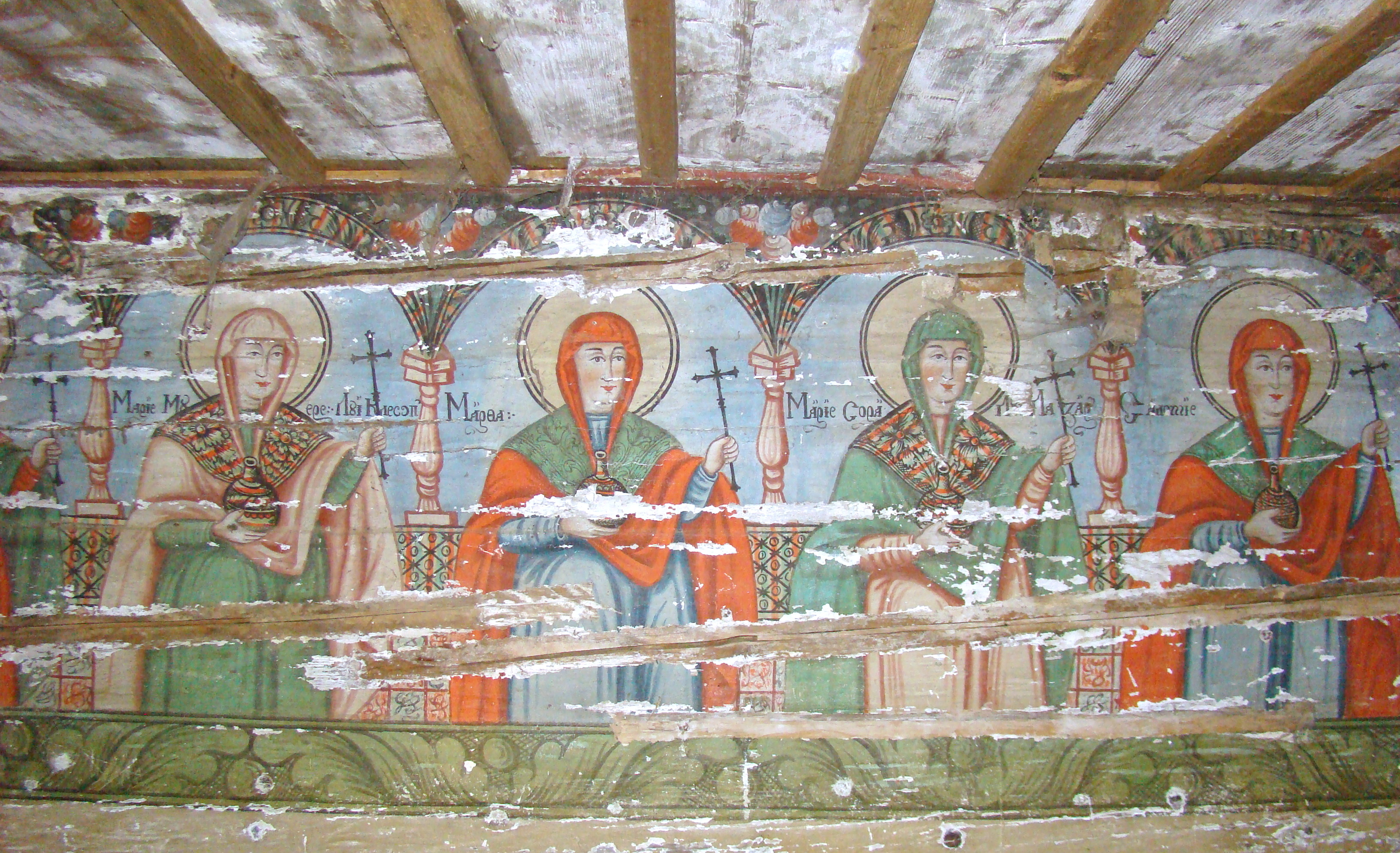
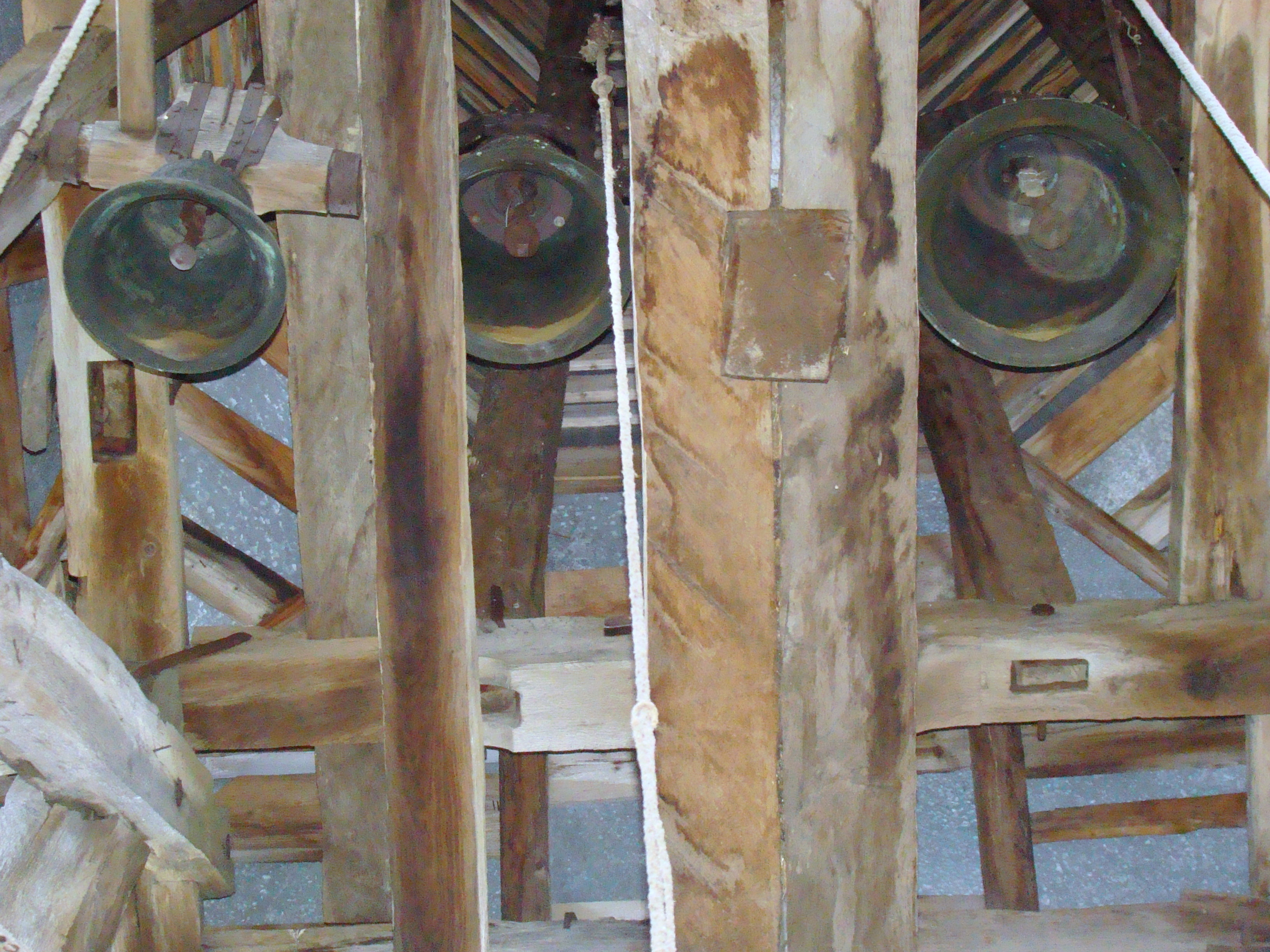
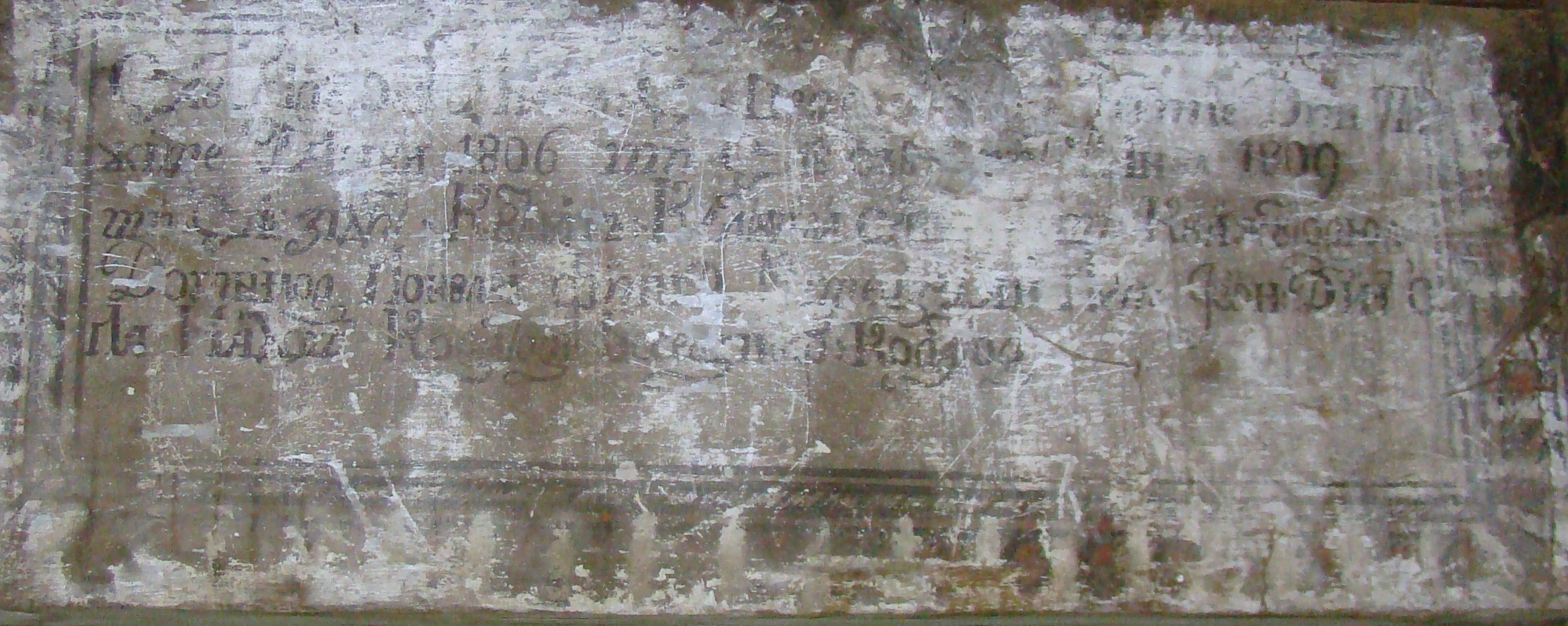
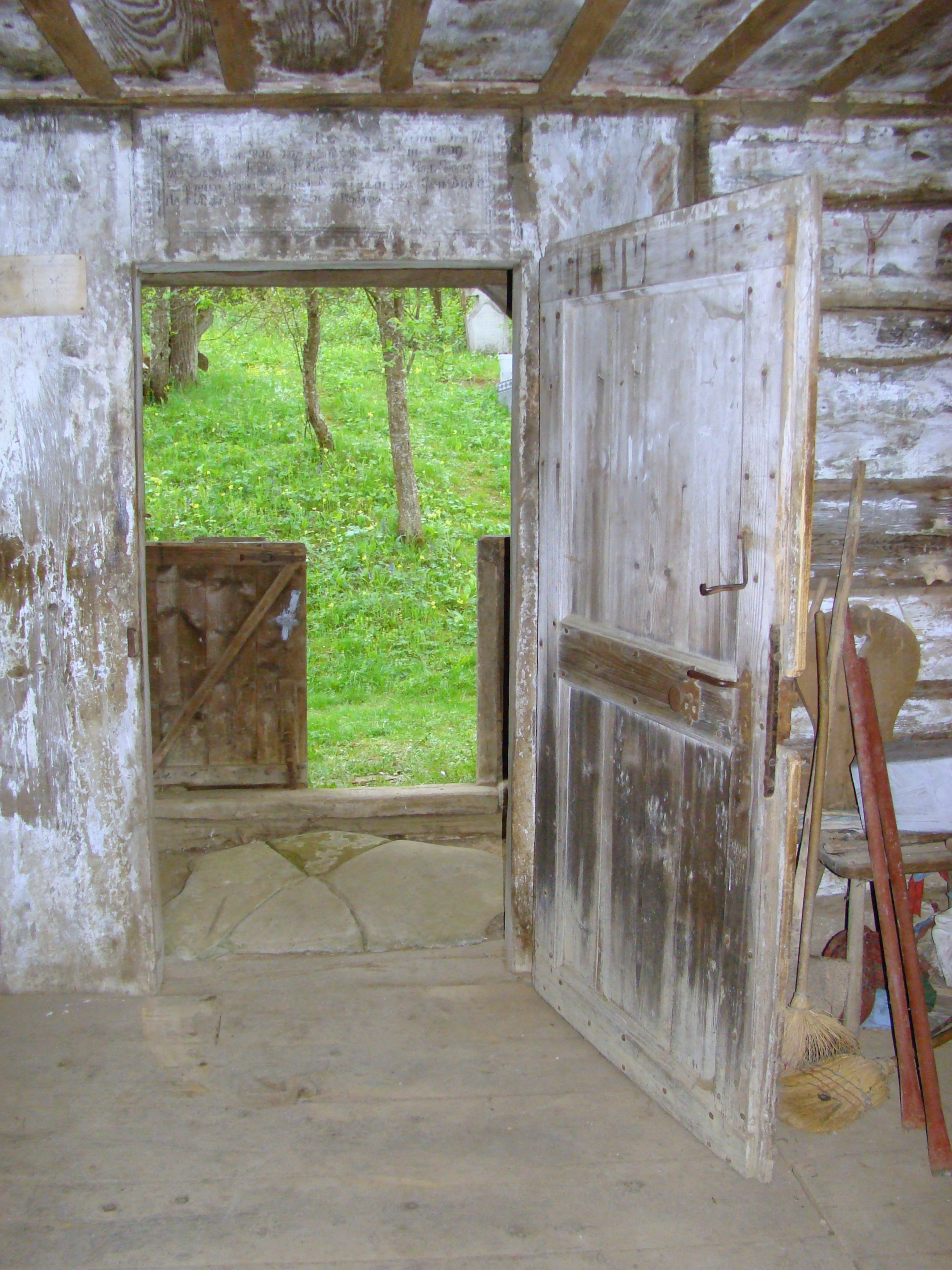